# Chaetodon
Chaetodon es un género de peces mariposa de la familia Chaetodontidae.

## Descripción
Todos ellos son de aguas tropicales y subtropicales, teniendo como hábitat los Océanos Pacífico e Índico, y también una parte del Océano Atlántico. Sus formas características que los agrupan en género son la forma semi-rectangular y su variación de color según el hábitat. Su alimento más común es el coral, por lo que son nativos de arrecifes coralinos que abundan cerca de las costas. Esto los convierte en peces muy fáciles de ver y muy bellos para las experiencias de submarinismo.

## Especies
El género incluye 88 especies:
| - Chaetodon adiergastos - Pez mariposa de Filipinas - Chaetodon andamanensis - Pez mariposa de Andaman - Chaetodon argentatus - Pez mariposa asiático - Chaetodon assarius - Pez mariposa del este de Australia - Chaetodon aureofasciatus - Pez mariposa dorado - Chaetodon auriga - Pez mariposa auriga - Chaetodon auripes - Pez mariposa oriental - Chaetodon austriacus - Pez mariposa de cola negra - Chaetodon baronessa - Pez mariposa triangular del este - Chaetodon bennetti - Pez mariposa de Bennett - Chaetodon blackburnii - Pez mariposa de borwnburnie - Chaetodon burgessi - Pez mariposa de Burgess - Chaetodon capistratus - Pez mariposa de cuatro ojos - Chaetodon citrinellus - Chaetodon collare - Pez mariposa de cola roja - Chaetodon daedalma - Chaetodon declivis - Pez mariposa de las Marquesas - Chaetodon decussatus - Chaetodon dialeucos - Pez mariposa de Omán - Chaetodon dolosus - Pez mariposa africano - Chaetodon ephippium - Chaetodon falcula - Chaetodon fasciatus - Pez mariposa diagonal - Chaetodon flavirostris - Chaetodon flavocoronatus - Chaetodon fremblii - Pez mariposa de franjas azules - Chaetodon gardineri - Chaetodon guentheri - Pez mariposa de Gunther - Chaetodon guttatissimus - Chaetodon hoefleri - Pez mariposa de cuatro bandas - Chaetodon humeralis - Pez mariposa muñeca - Chaetodon interruptus - Chaetodon kleinii - Chaetodon larvatus - Pez mariposa encapuchado - Chaetodon leucopleura - Chaetodon lineolatus - Pez mariposa de líneas - Chaetodon litus - Chaetodon lunula - Pez mariposa mapache - Chaetodon lunulatus - Chaetodon madagaskariensis - Pez mariposa de Seychelles - Chaetodon marleyi - Pez mariposa sudafricano - Chaetodon melannotus - Pez mariposa de manchas negras - Chaetodon melapterus - Chaetodon mertensii - Pez mariposa de Merten - Chaetodon mesoleucos | - Chaetodon meyeri - Pez mariposa de Meyer - Chaetodon miliaris - Pez mariposa de Millet - Chaetodon mitratus - Chaetodon multicinctus - Chaetodon nigropunctatus - Chaetodon nippon - Chaetodon ocellatus - Pez mariposa de aletas moteadas - Chaetodon ocellicaudus - Chaetodon octofasciatus - Pez mariposa de ocho franjas - Chaetodon ornatissimus - Chaetodon oxycephalus - Pez mariposa de punto en la nuca - Chaetodon paucifasciatus - Chaetodon pelewensis - Pez mariposa atardecer - Chaetodon pictus. - Chaetodon plebeius - Chaetodon punctatofasciatus - Chaetodon quadrimaculatus - Chaetodon rafflesii - Pez mariposa entramado - Chaetodon rainfordi - Pez mariposa de Rainford - Chaetodon reticulatus - Pez mariposa reticulado - Chaetodon robustus - Pez mariposa de tres franjas - Chaetodon sanctaehelena - Chaetodon sanctaehelenae - Pez mariposa de Santa Helena - Chaetodon sedentarius - Pez mariposa de arrecife - Chaetodon selene - Pez mariposa de puntos amarillos - Chaetodon semeion - Pez mariposa moteado - Chaetodon semilarvatus - Pez mariposa del Mar Rojo - Chaetodon smithi - Pez mariposa de Smith - Chaetodon speculum - Pez mariposa espejo - Chaetodon striatus - Pez mariposa bandado - Chaetodon tinkeri - Pez mariposa hawaiano - Chaetodon triangulum - Pez mariposa triangular - Chaetodon trichrous - Pez mariposa tahitiano - Chaetodon tricinctus - Pez mariposa de tres franjas (segunda en tener este nombre, teniendo en cuenta Chaetodon robustus) - Chaetodon trifascialis - Pez mariposa chevron - Chaetodon trifasciatus - Pez mariposa león - Chaetodon ulietensis - Pez mariposa del Pacífico de dos manchas - Chaetodon unimaculatus - Pez mariposa de lágrima - Chaetodon vagabundus - Pez mariposa vagabundo - Chaetodon wiebeli - Pez mariposa de Hong Kong - Chaetodon xanthocephalus - Pez mariposa de cabeza amarilla - Chaetodon xanthurus - Pez mariposa chevron de Filipinas - Chaetodon zanzibarensis - Pez mariposa de Zanzíbar |

## Galería

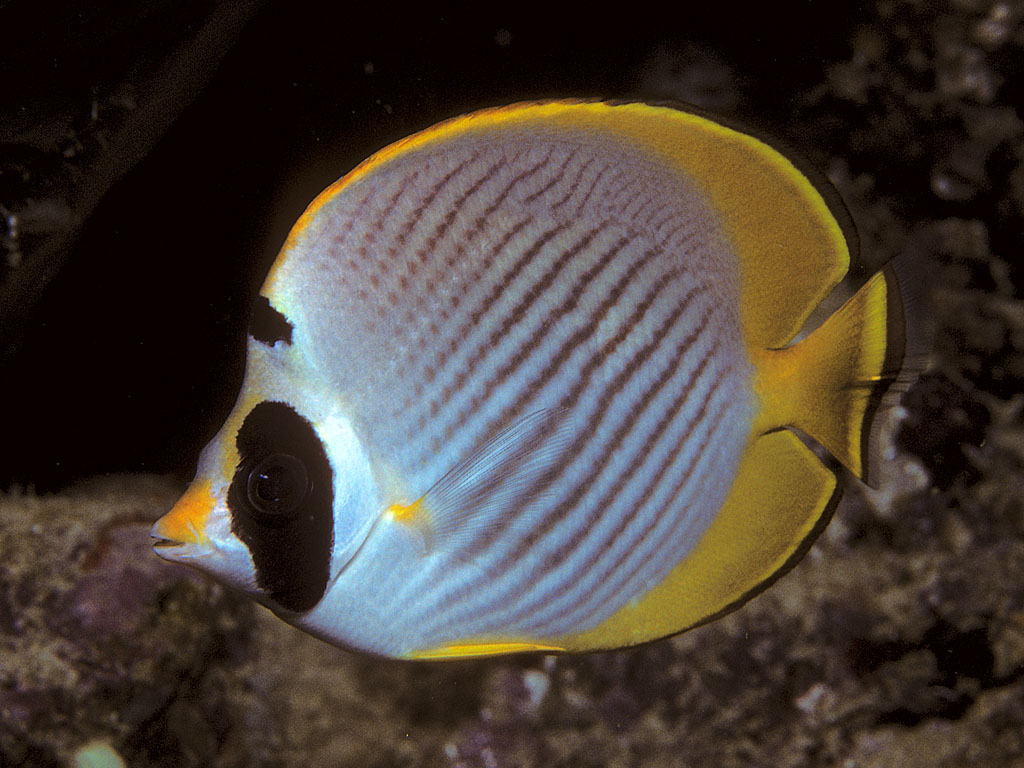
Chaetodon adiergastos
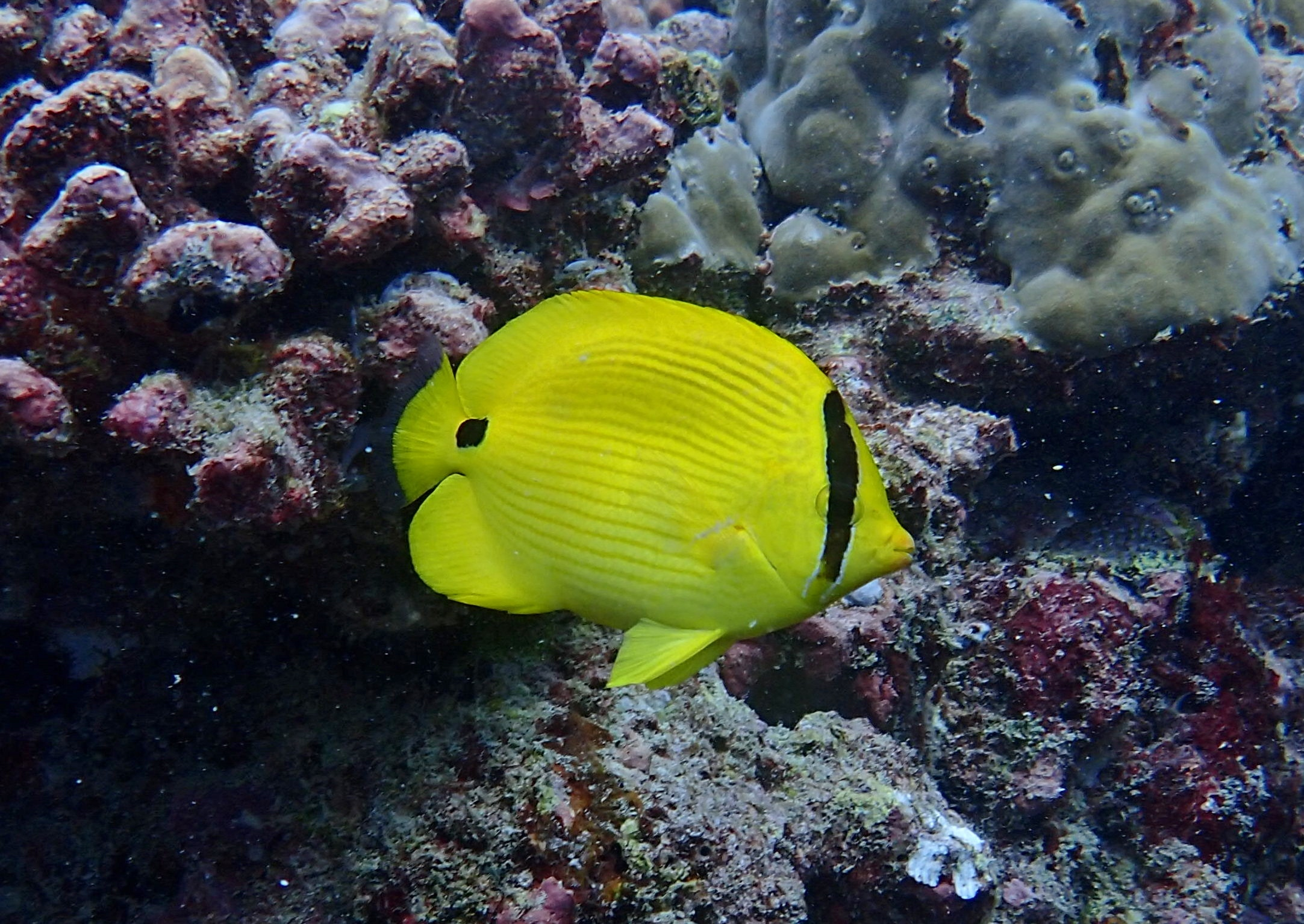
Chaetodon andamanensis
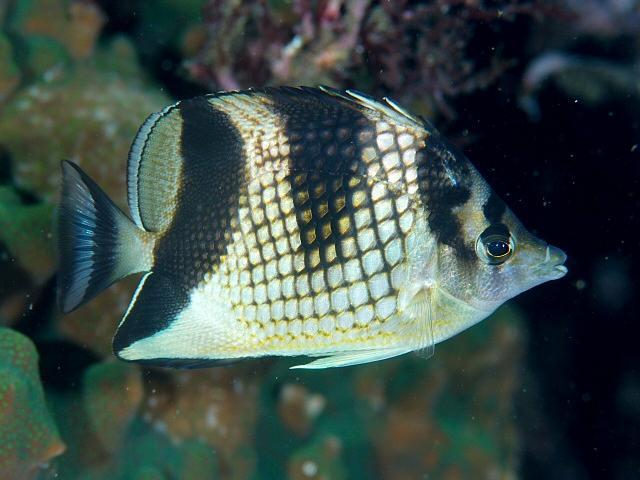
Chaetodon argentatus
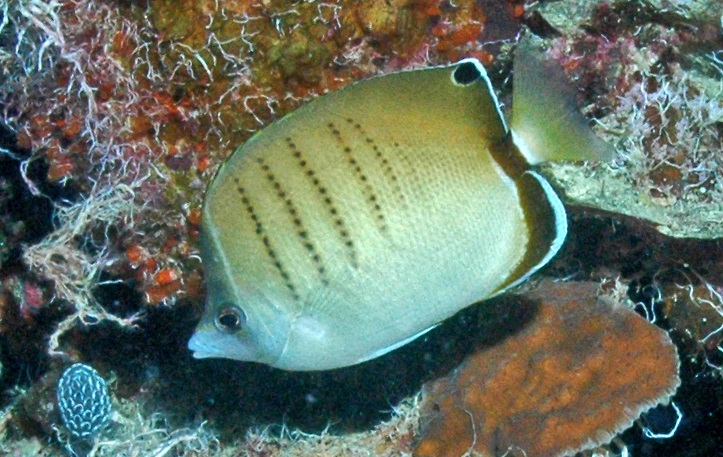
Chaetodon assarius
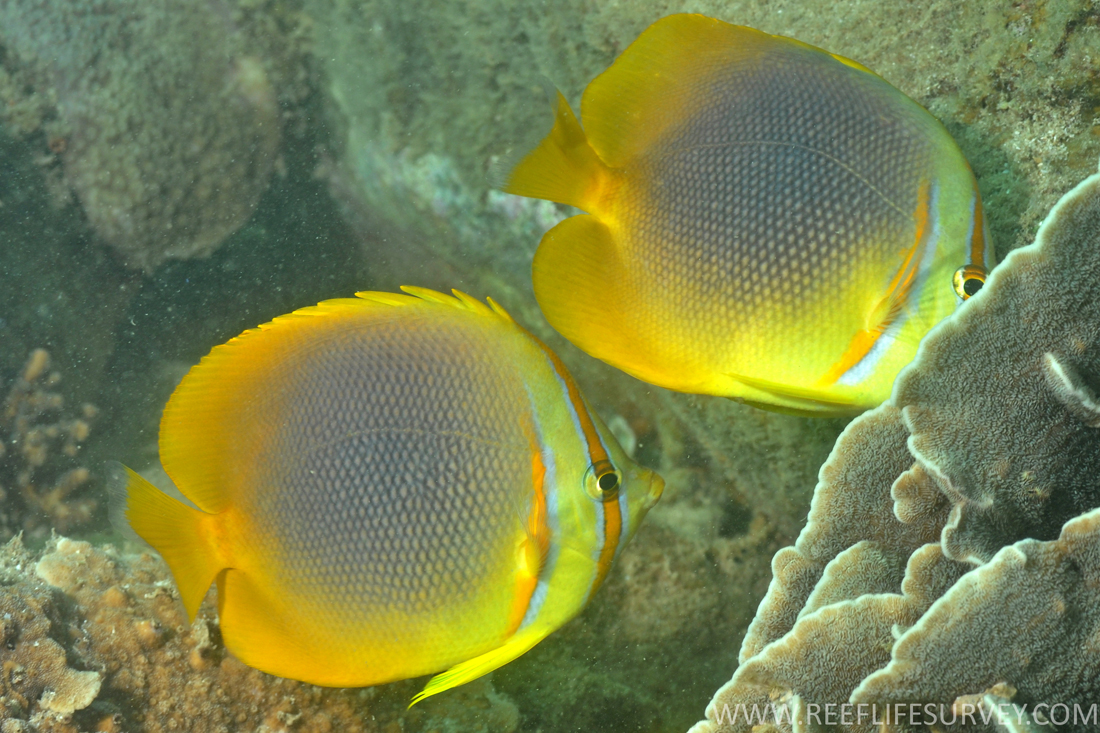
Chaetodon aureofasciatus
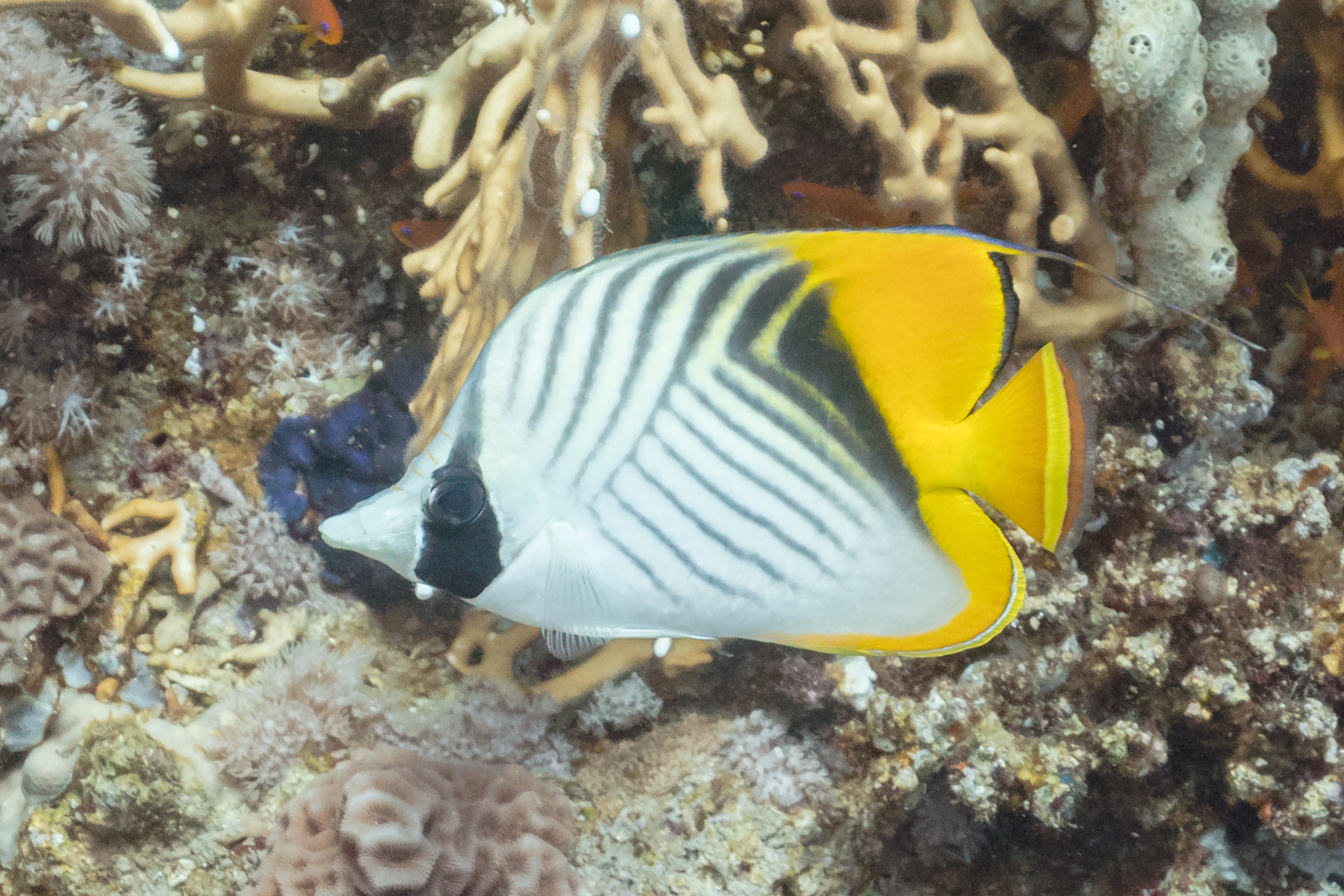
Chaetodon auriga
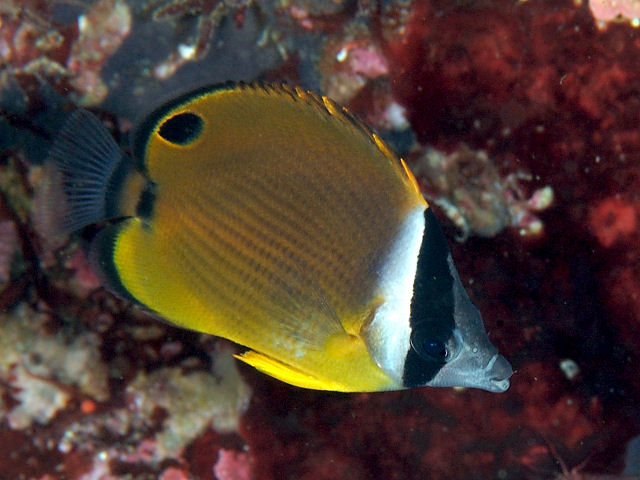
Chaetodon auripes
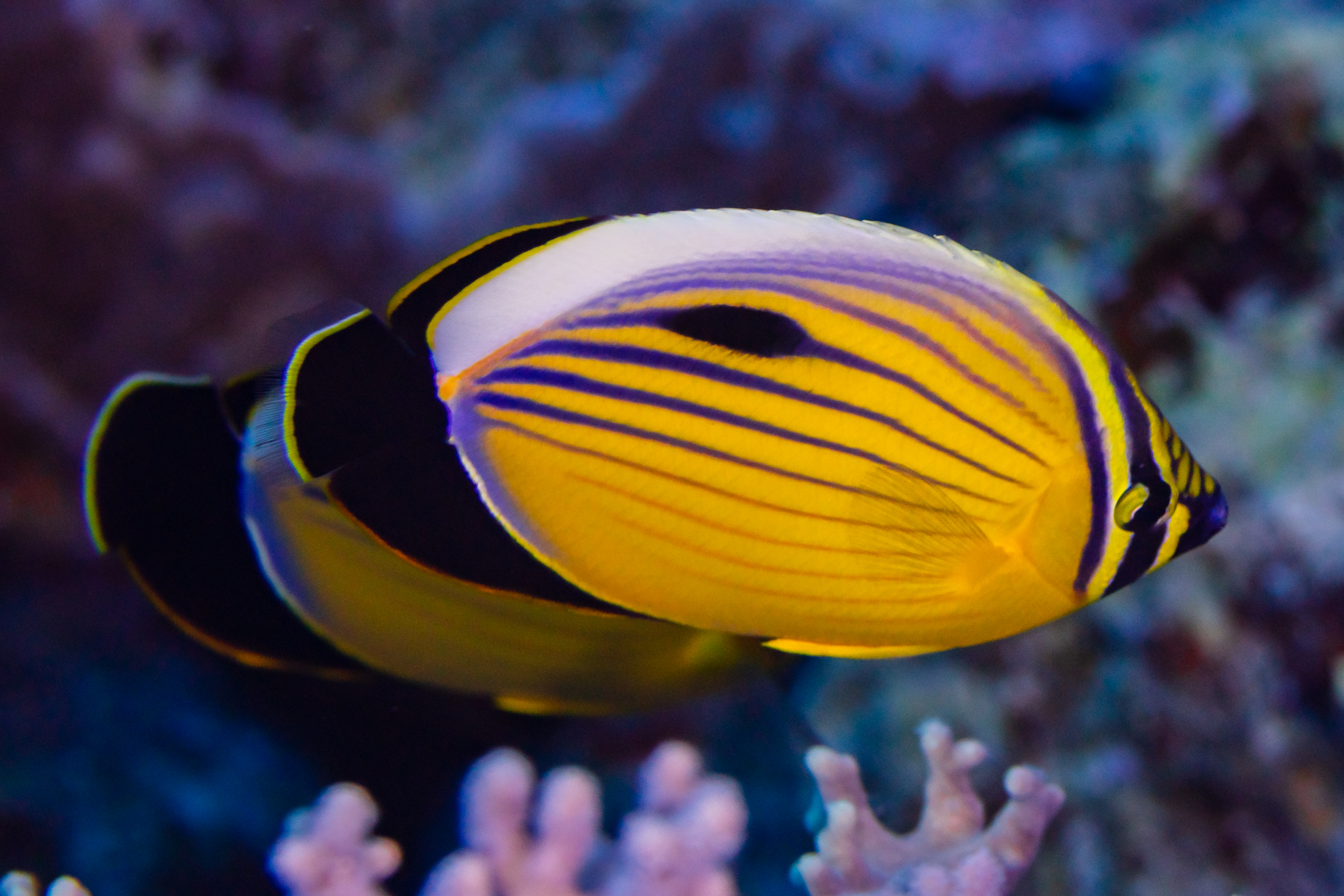
Chaetodon austriacus
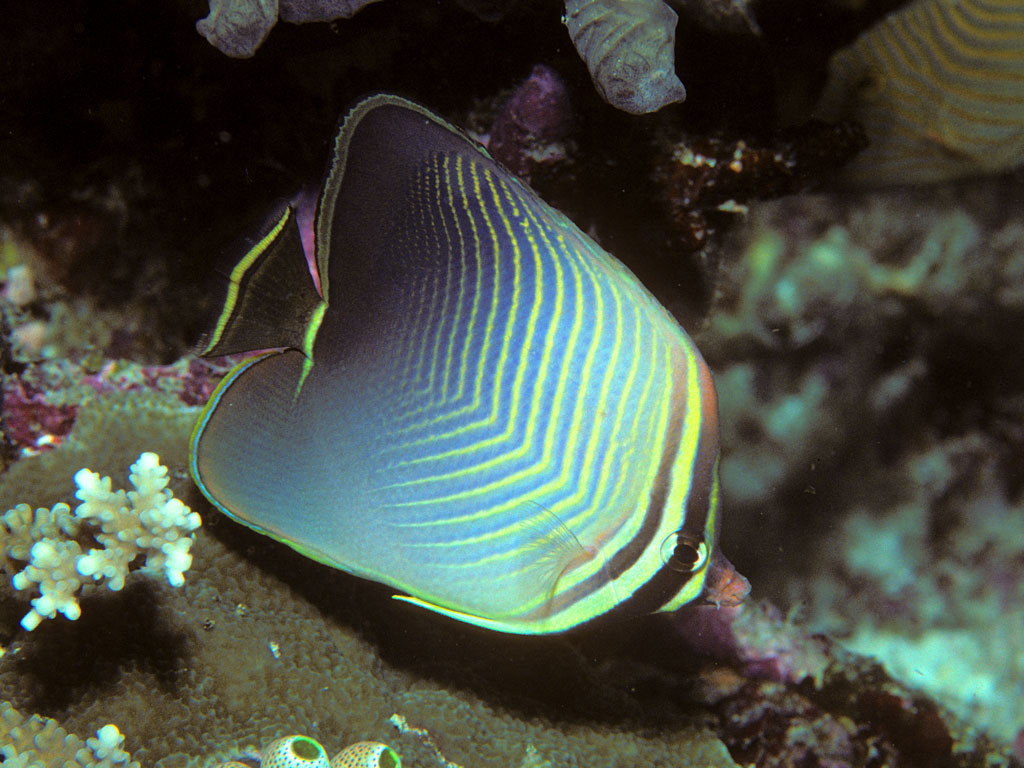
Chaetodon baronessa
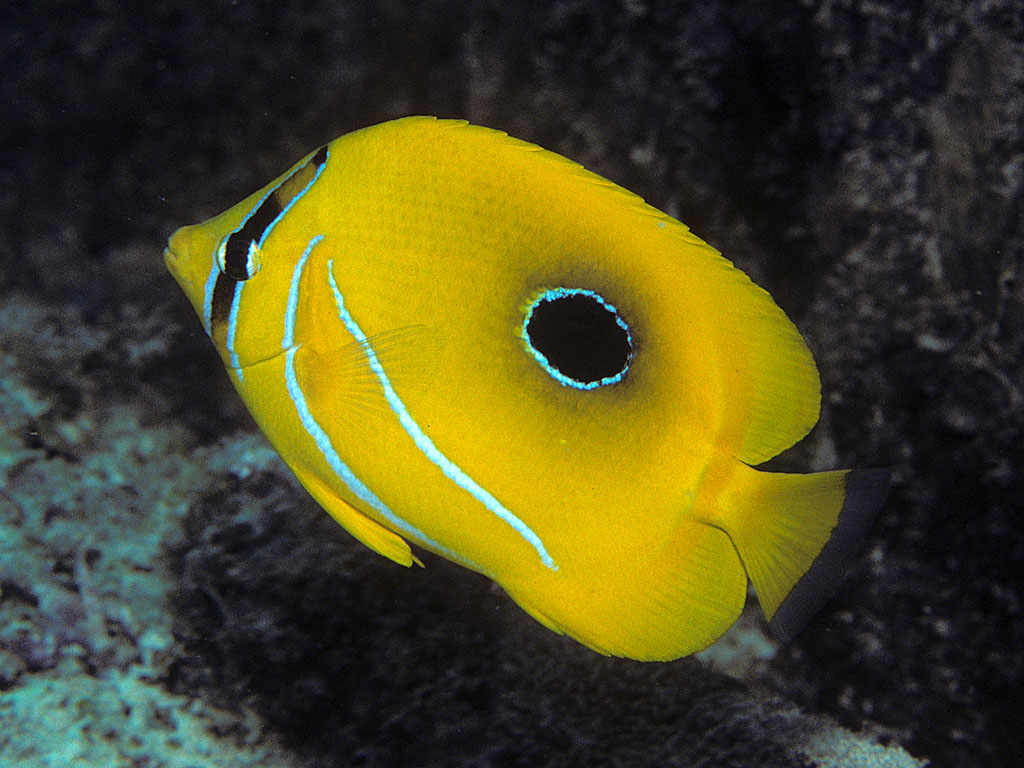
Chaetodon bennetti
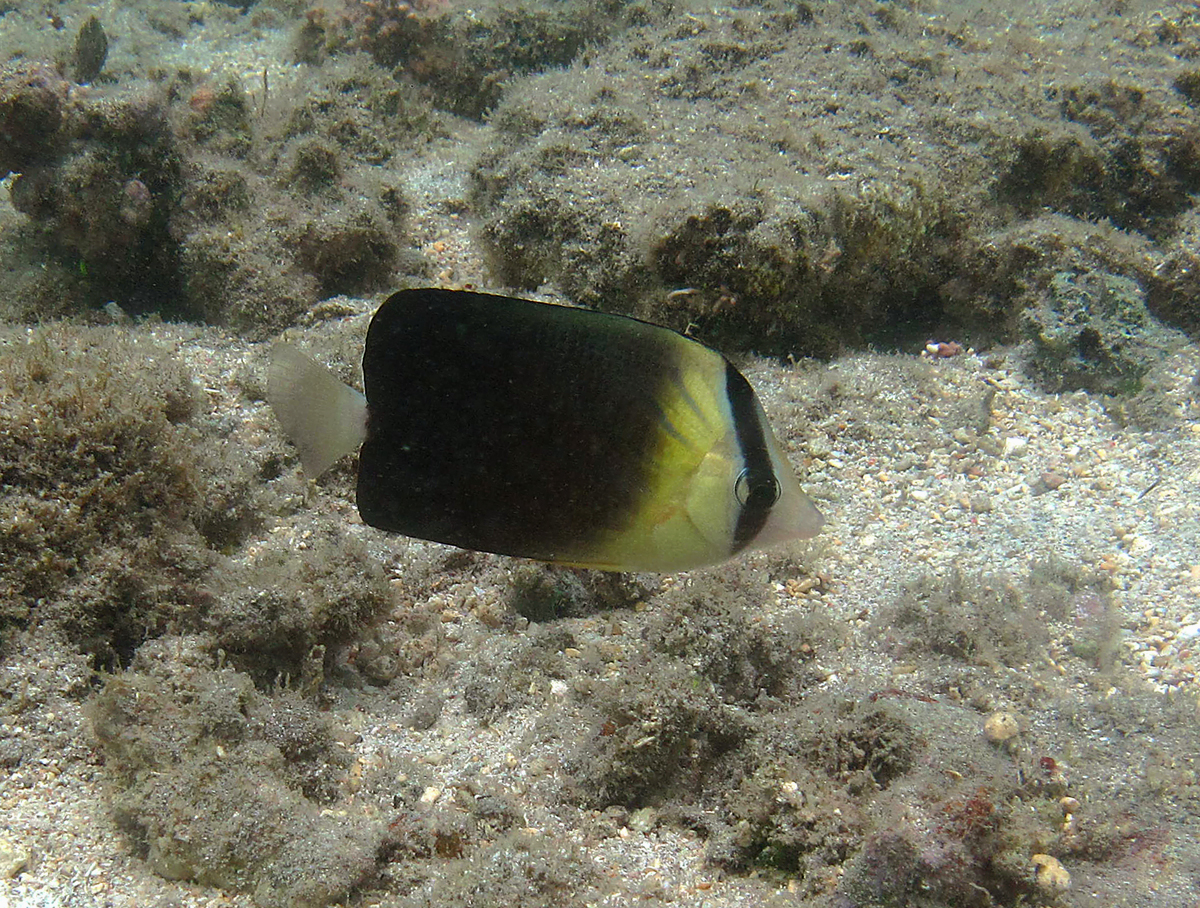
Chaetodon blackburnii
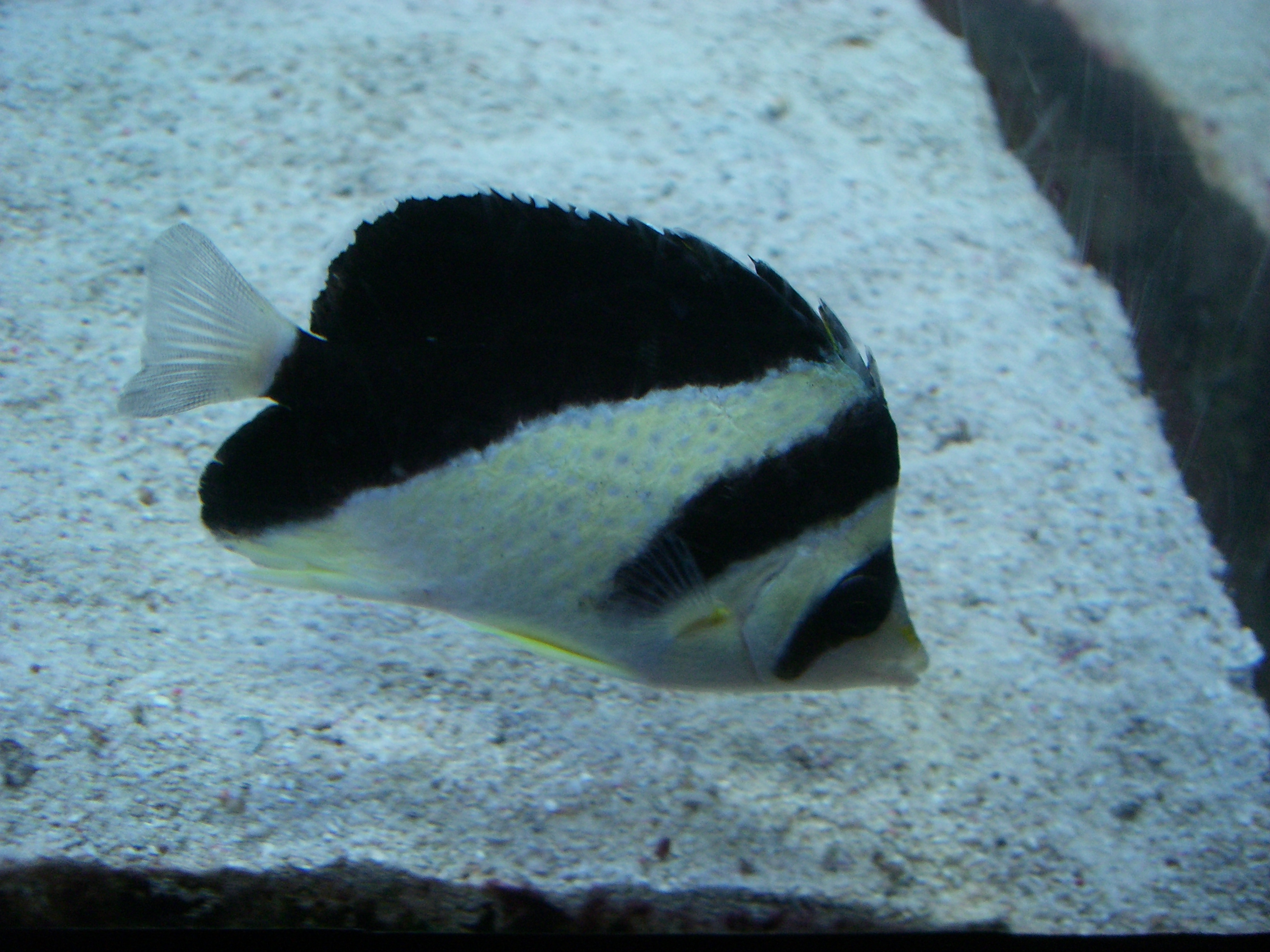
Chaetodon burgessi
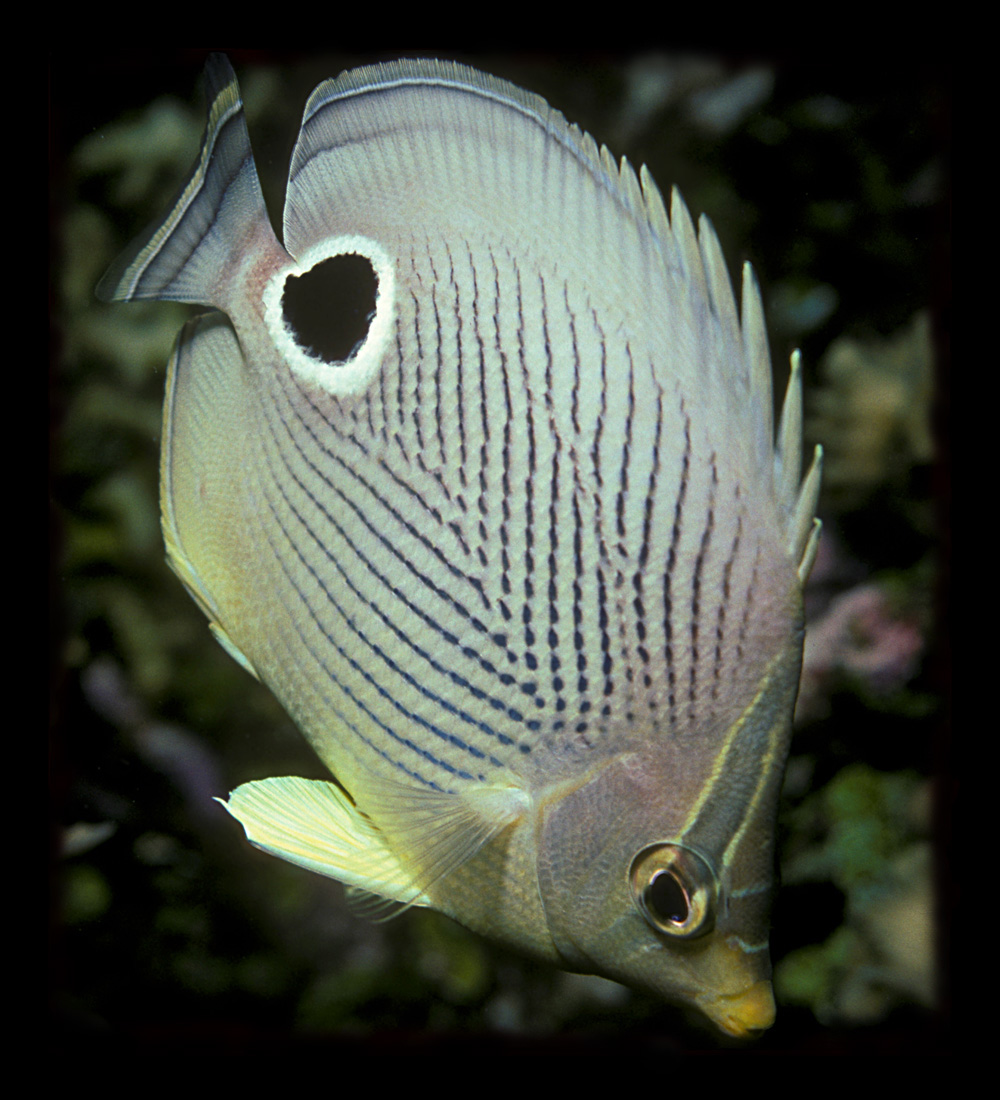
Chaetodon capistratus
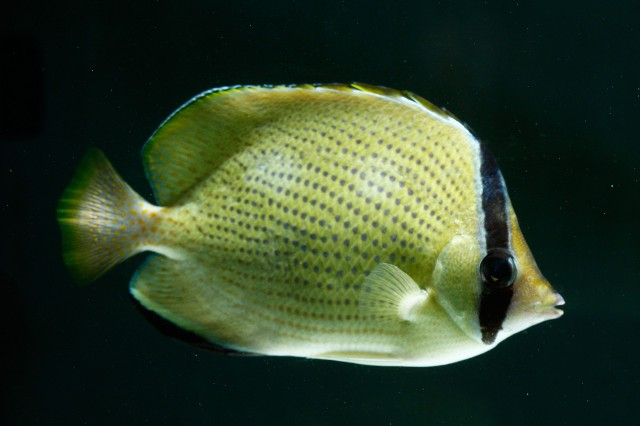
Chaetodon citrinellus
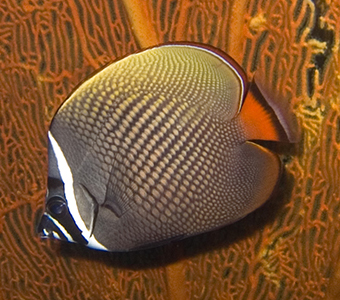
Chaetodon collare
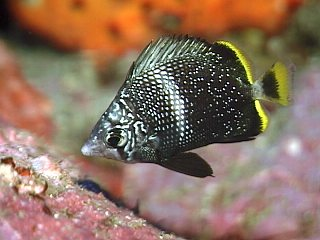
Chaetodon daedalma
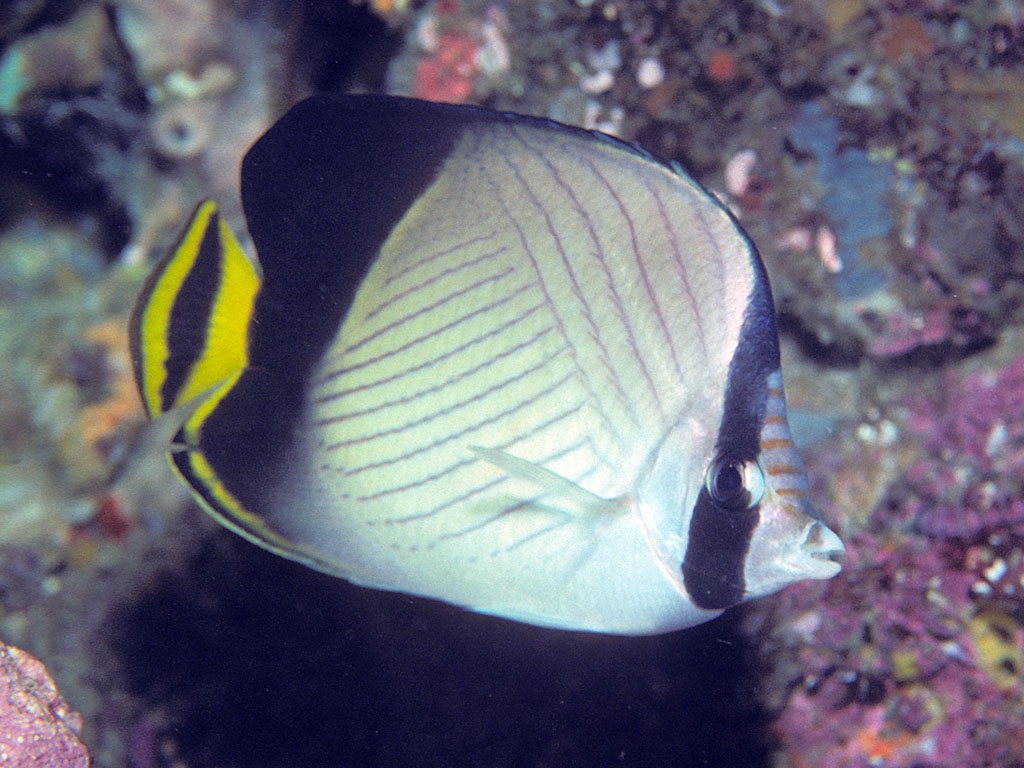
Chaetodon decussatus
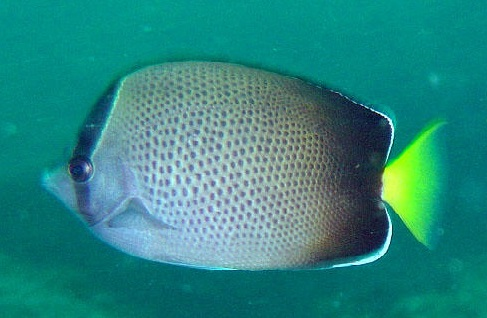
Chaetodon dolosus
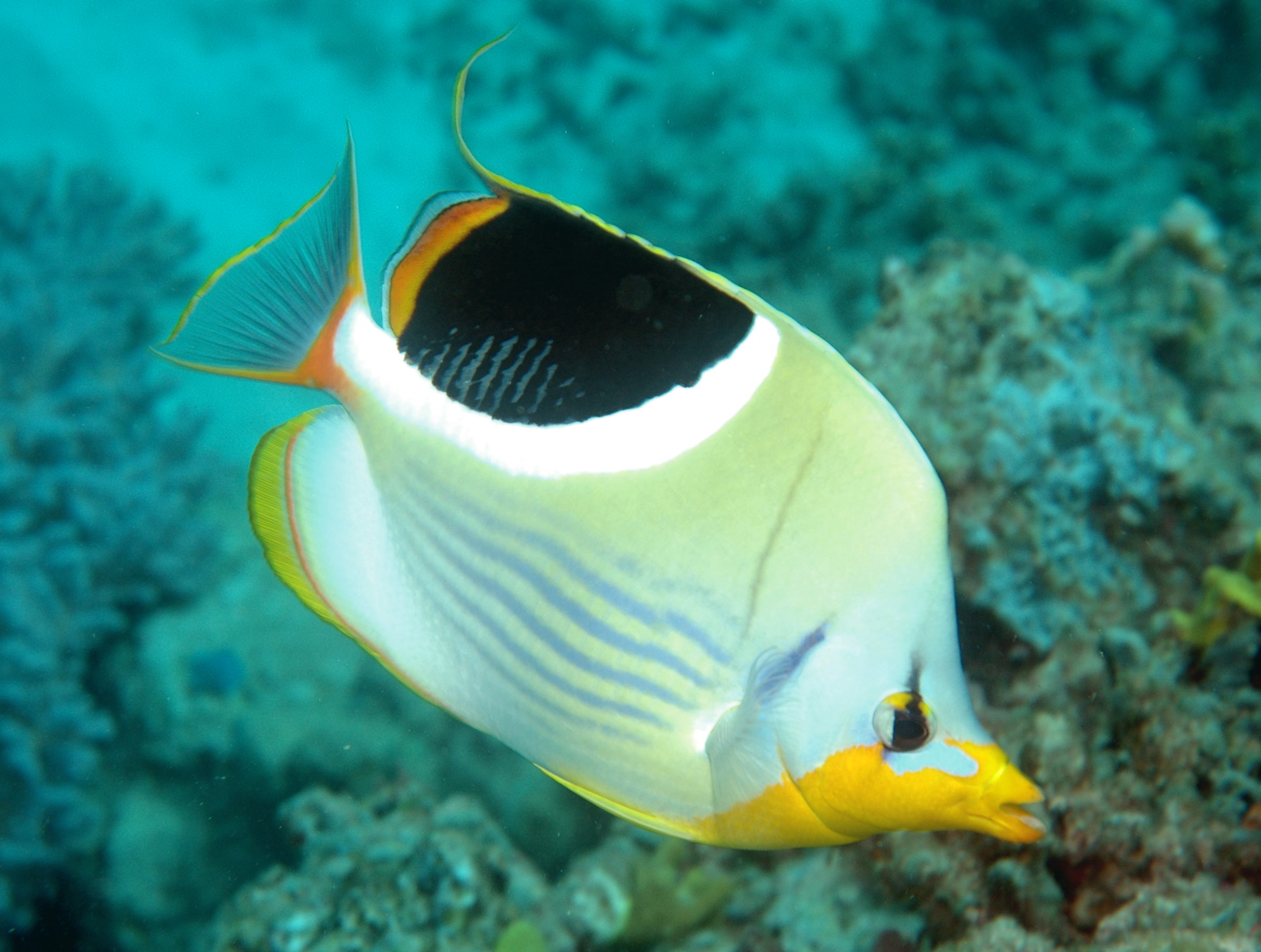
Chaetodon ephippium
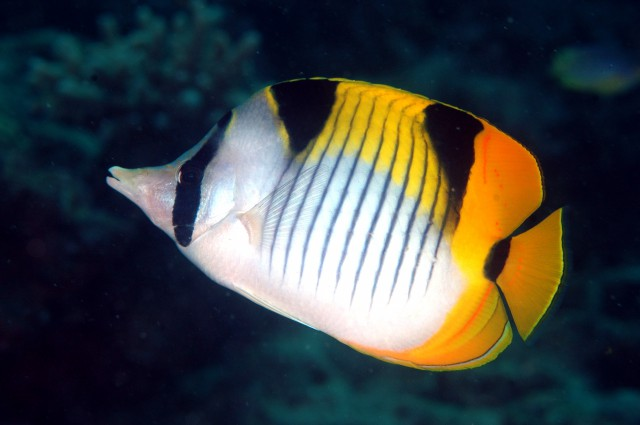
Chaetodon falcula
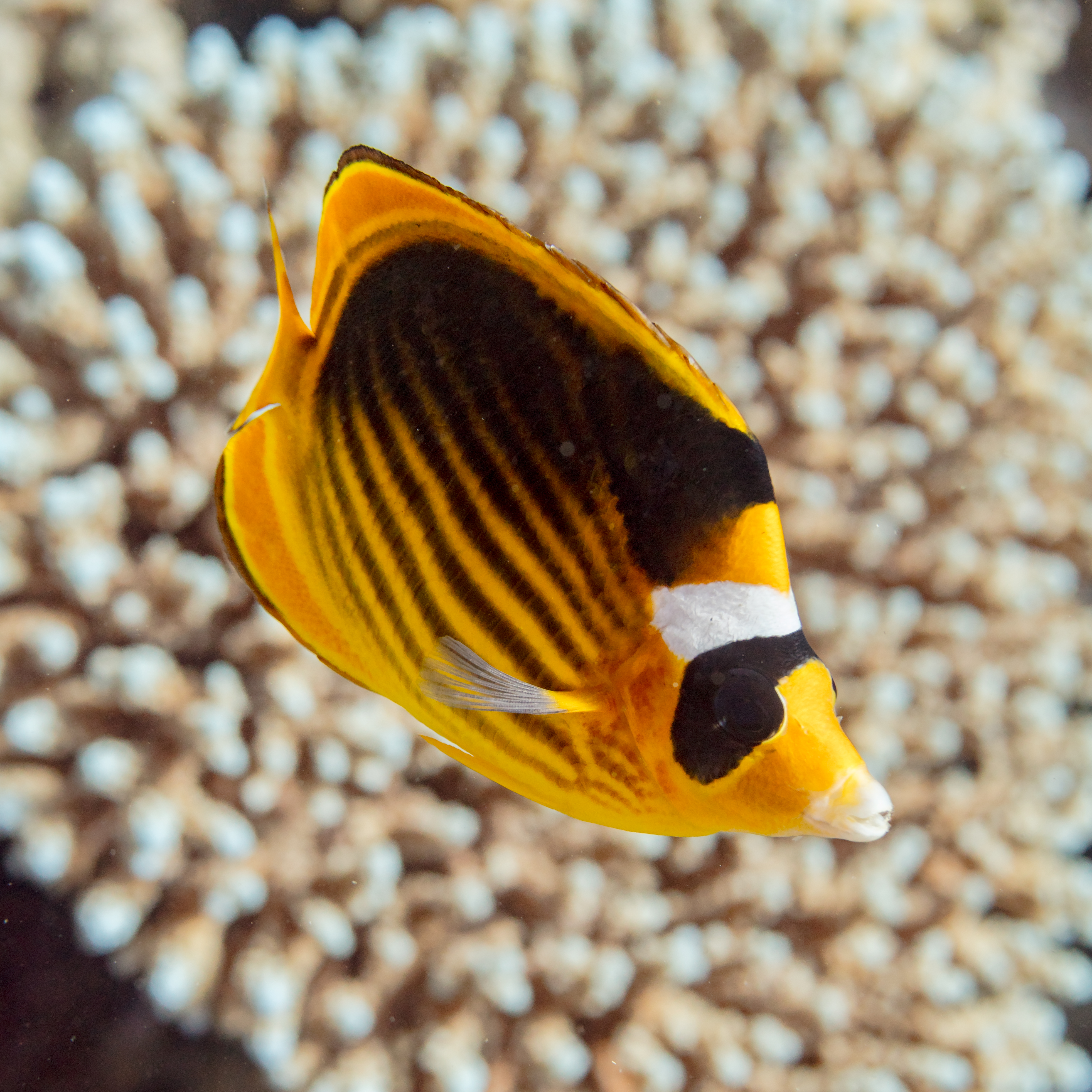
Chaetodon fasciatus
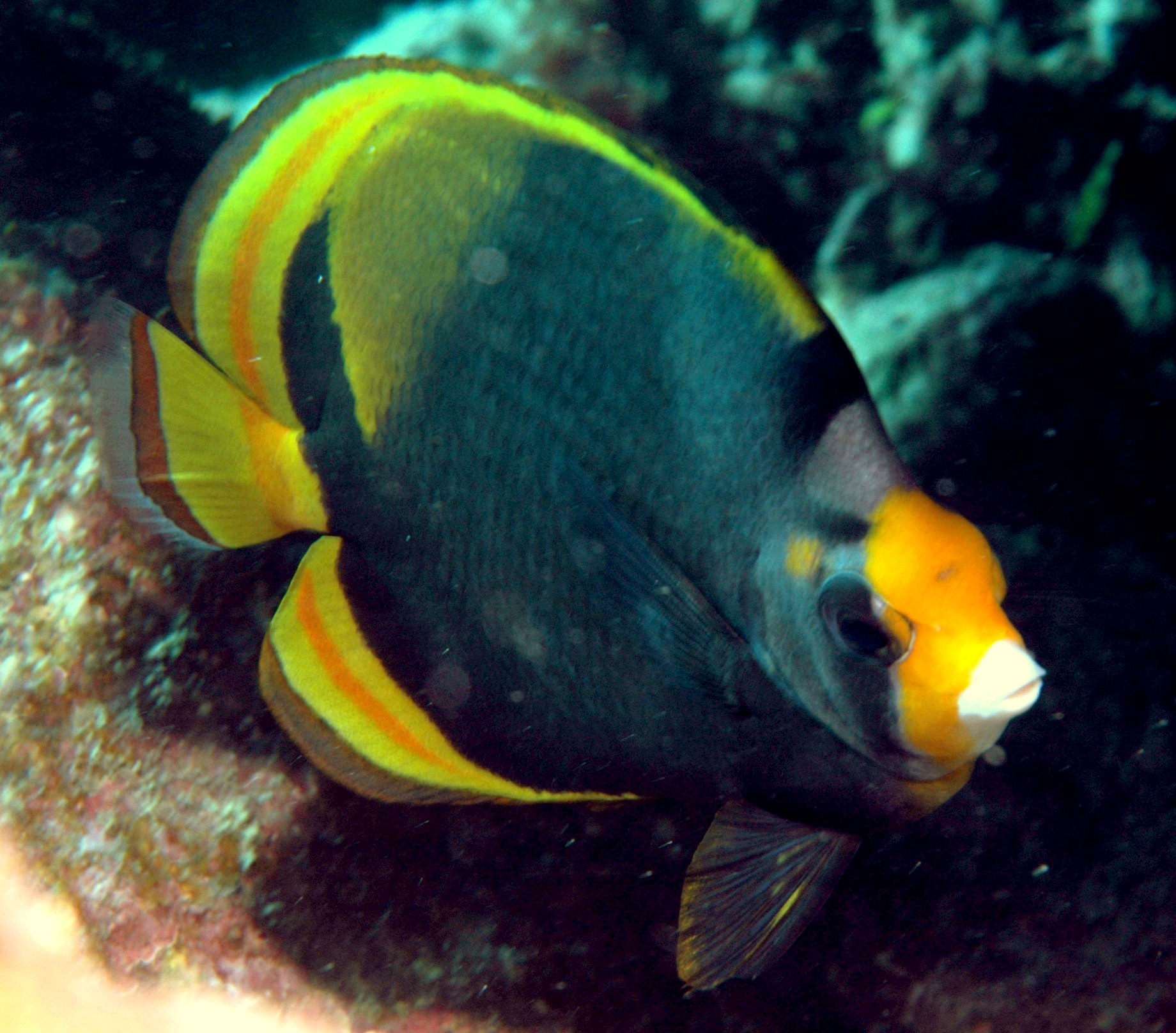
Chaetodon flavirostris
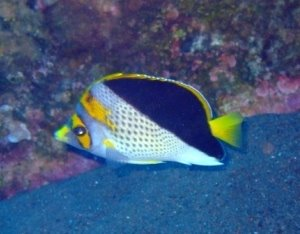
Chaetodon flavocoronatus
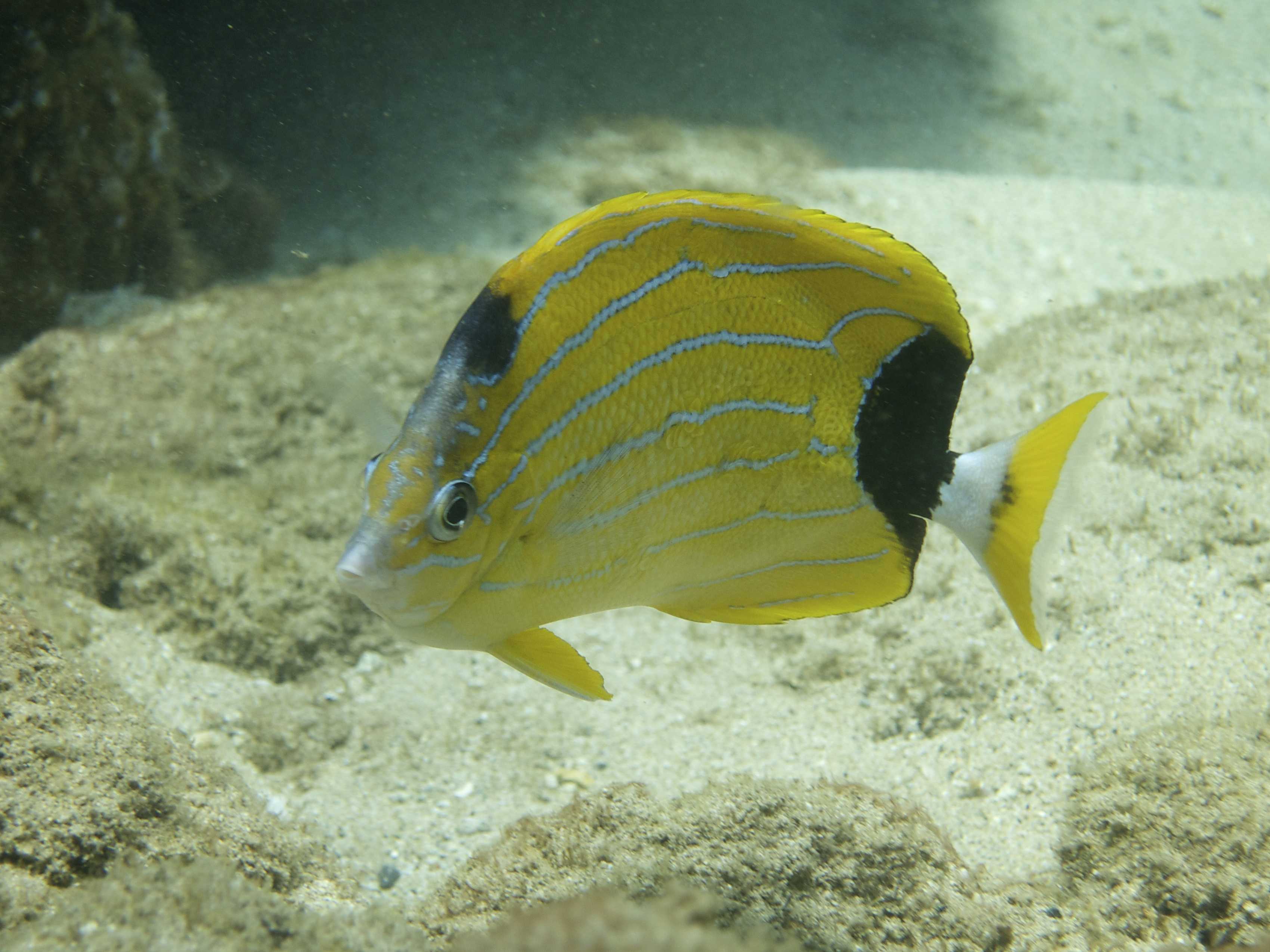
Chaetodon fremblii
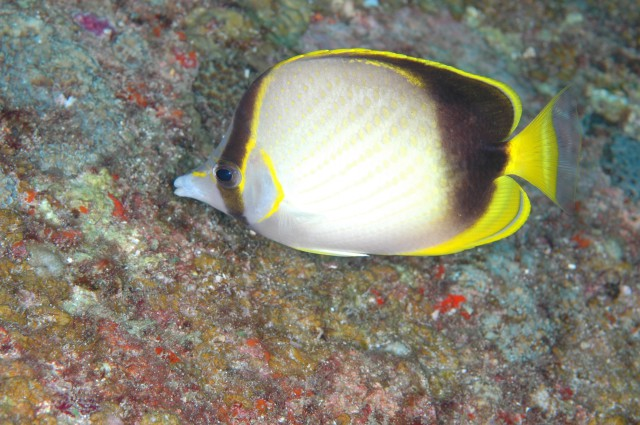
Chaetodon gardineri
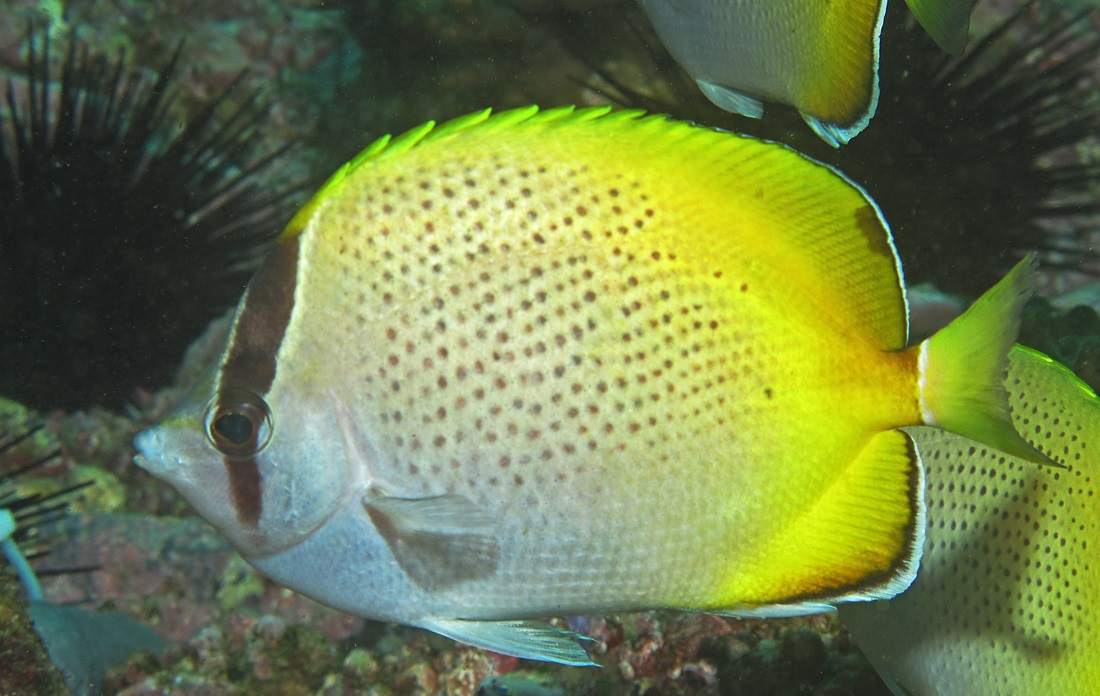
Chaetodon guentheri
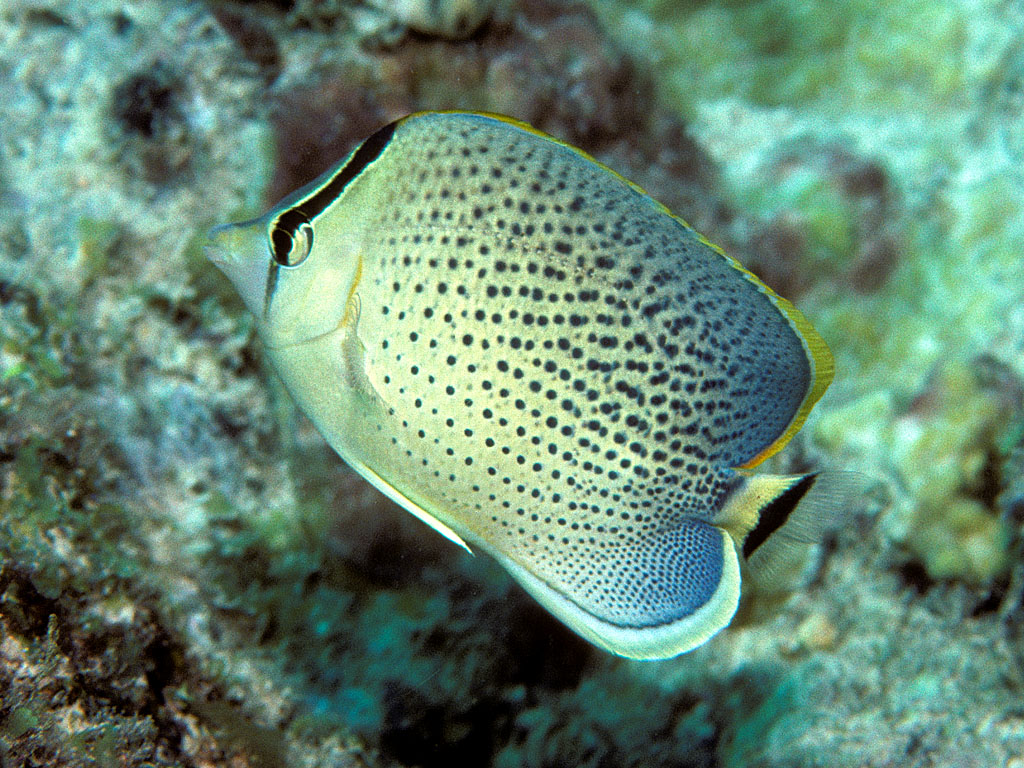
Chaetodon guttatissimus
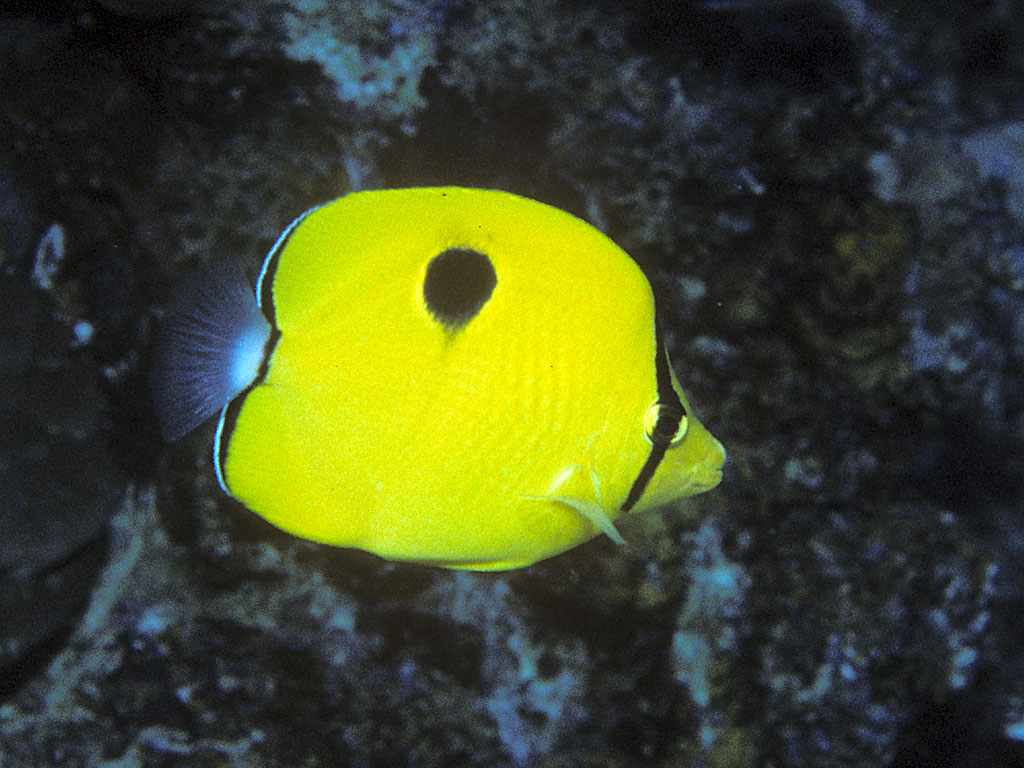
Chaetodon interruptus
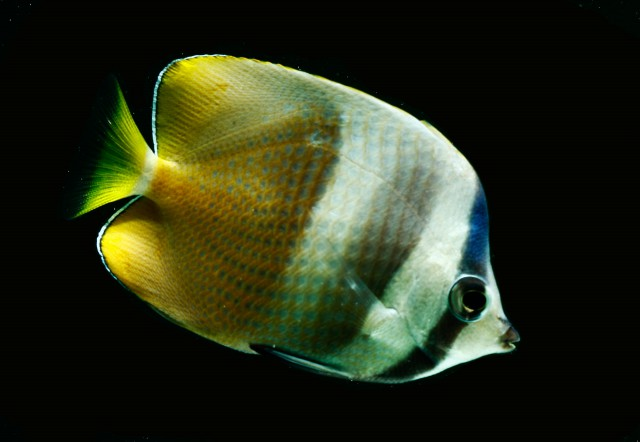
Chaetodon kleinii
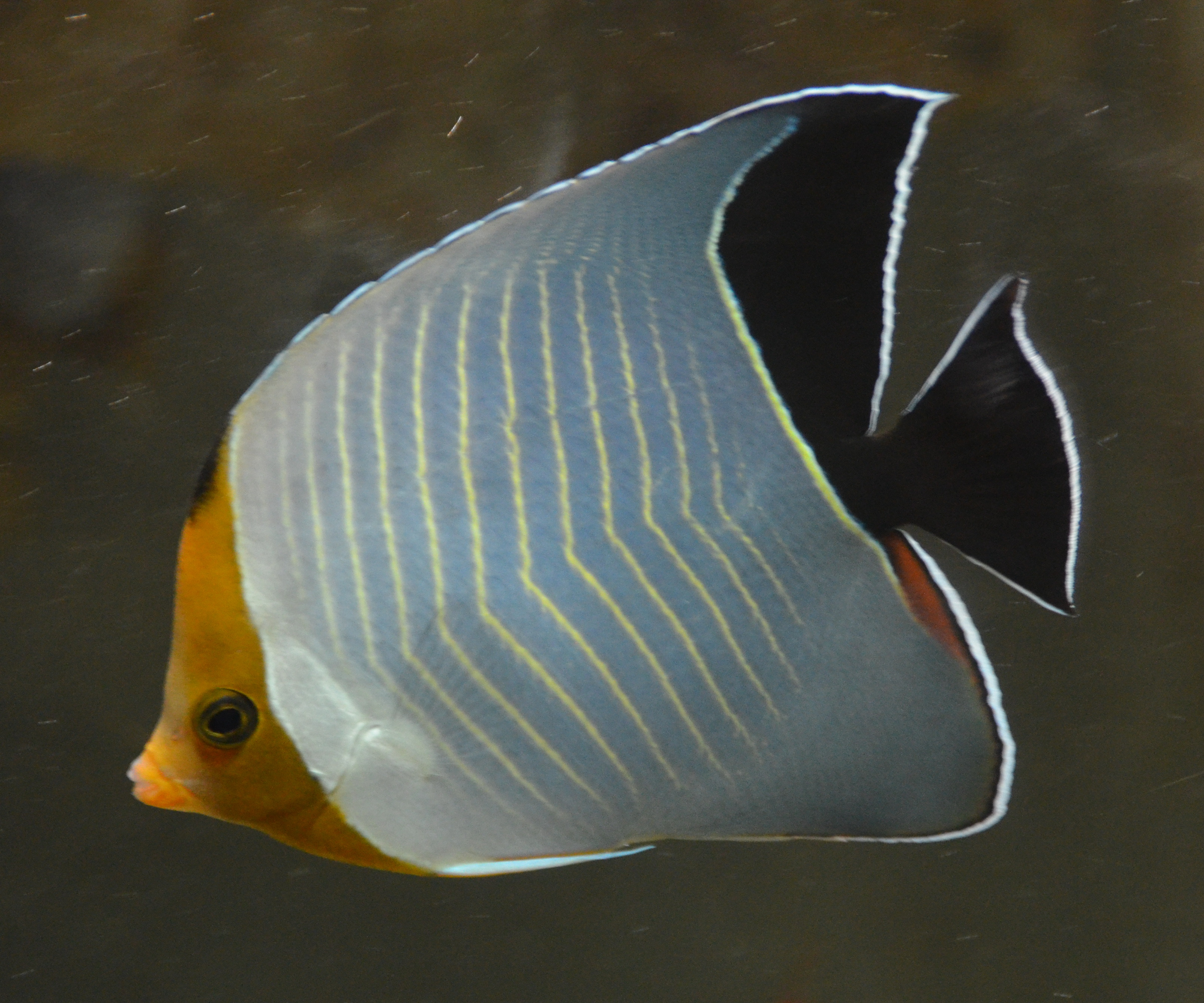
Chaetodon larvatus
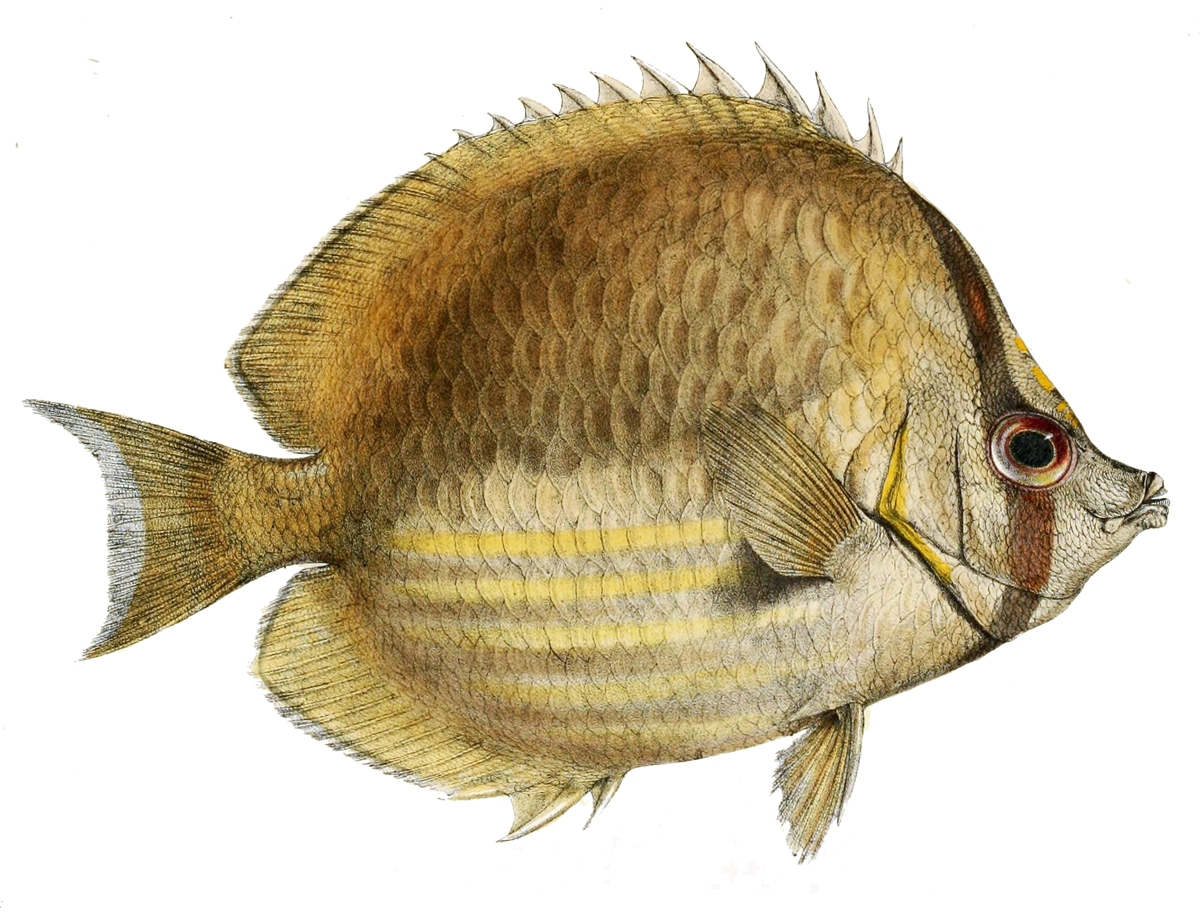
Chaetodon leucopleura
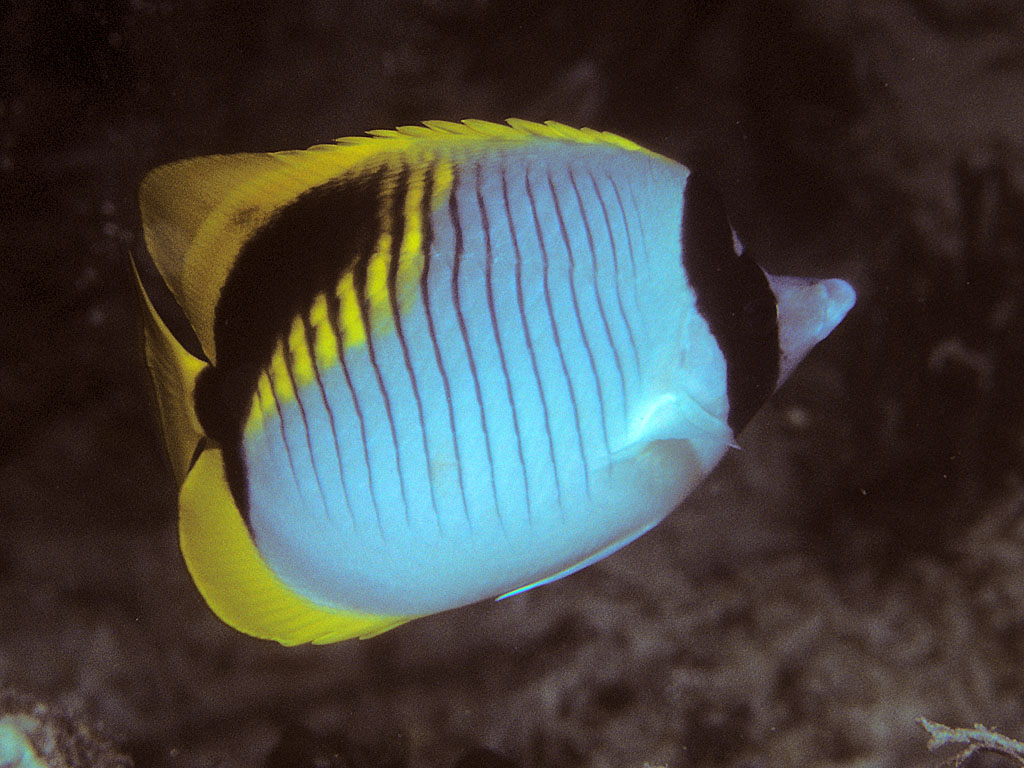
Chaetodon lineolatus
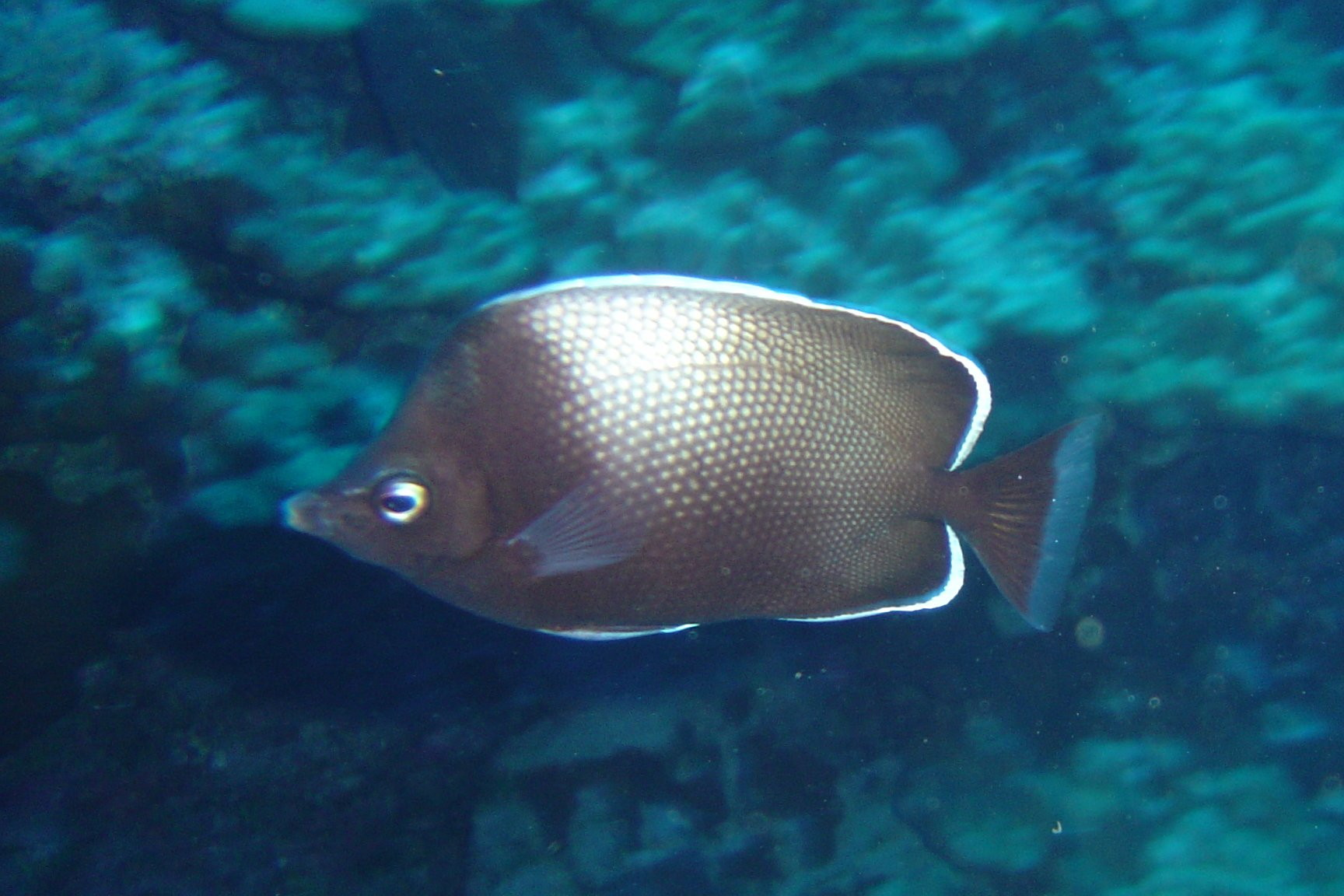
Chaetodon litus
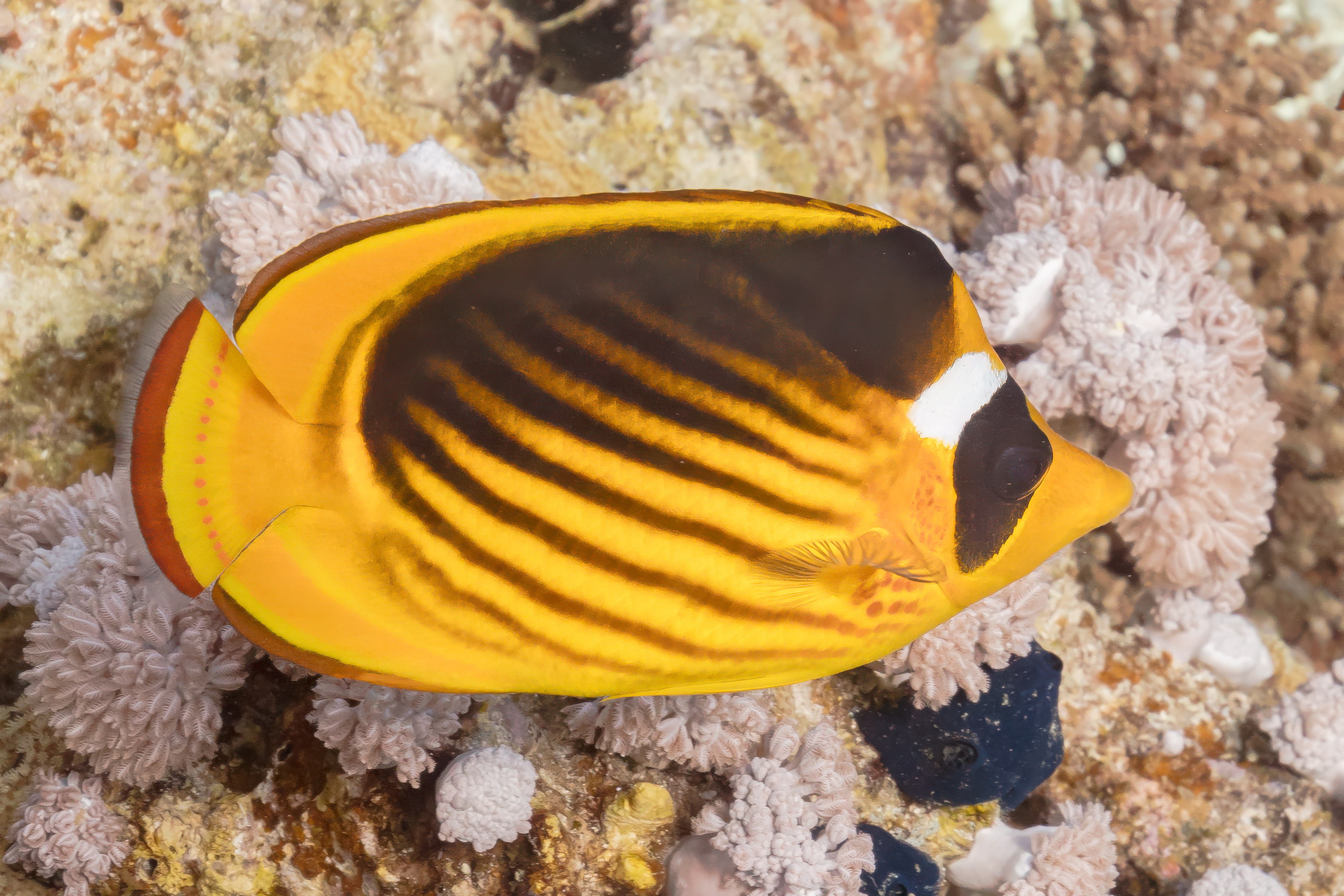
Chaetodon lunula
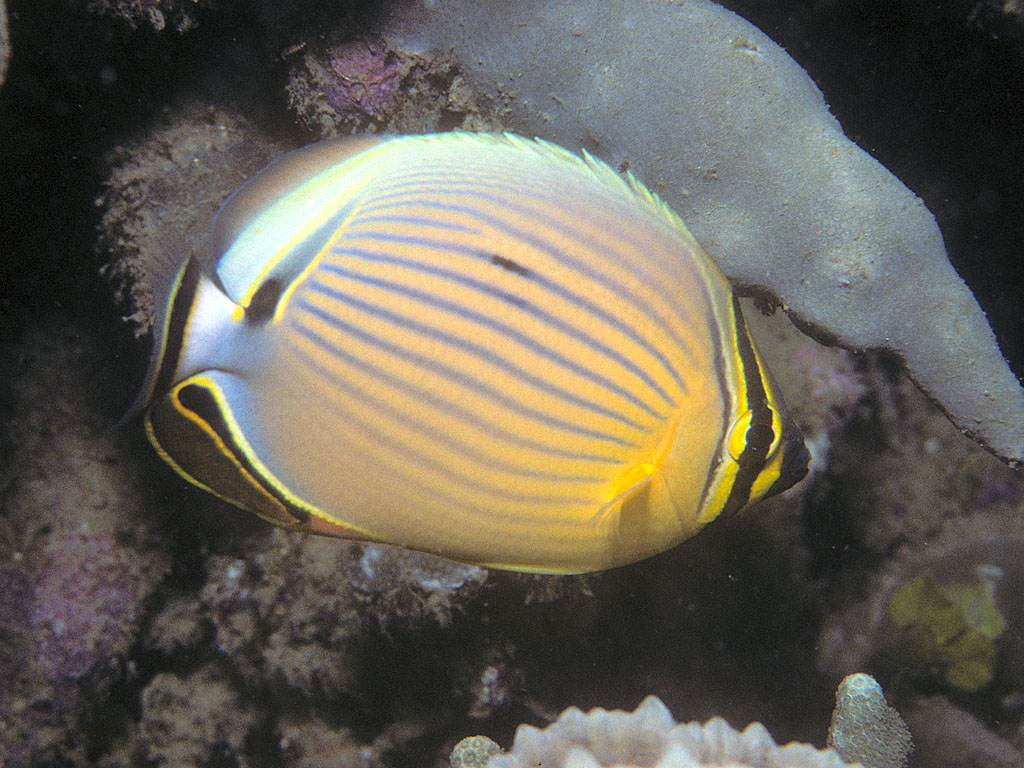
Chaetodon lunulatus
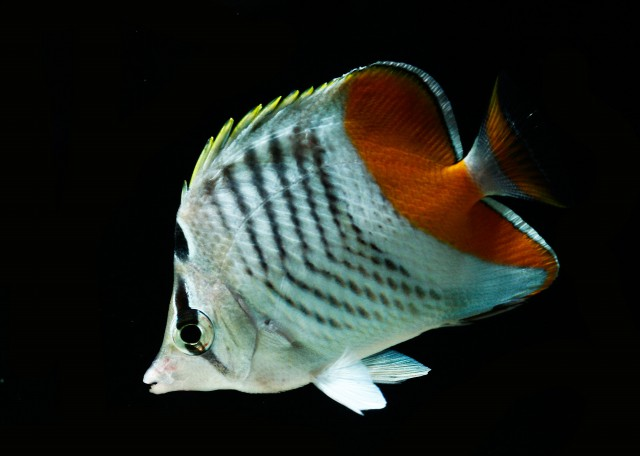
Chaetodon madagaskariensis
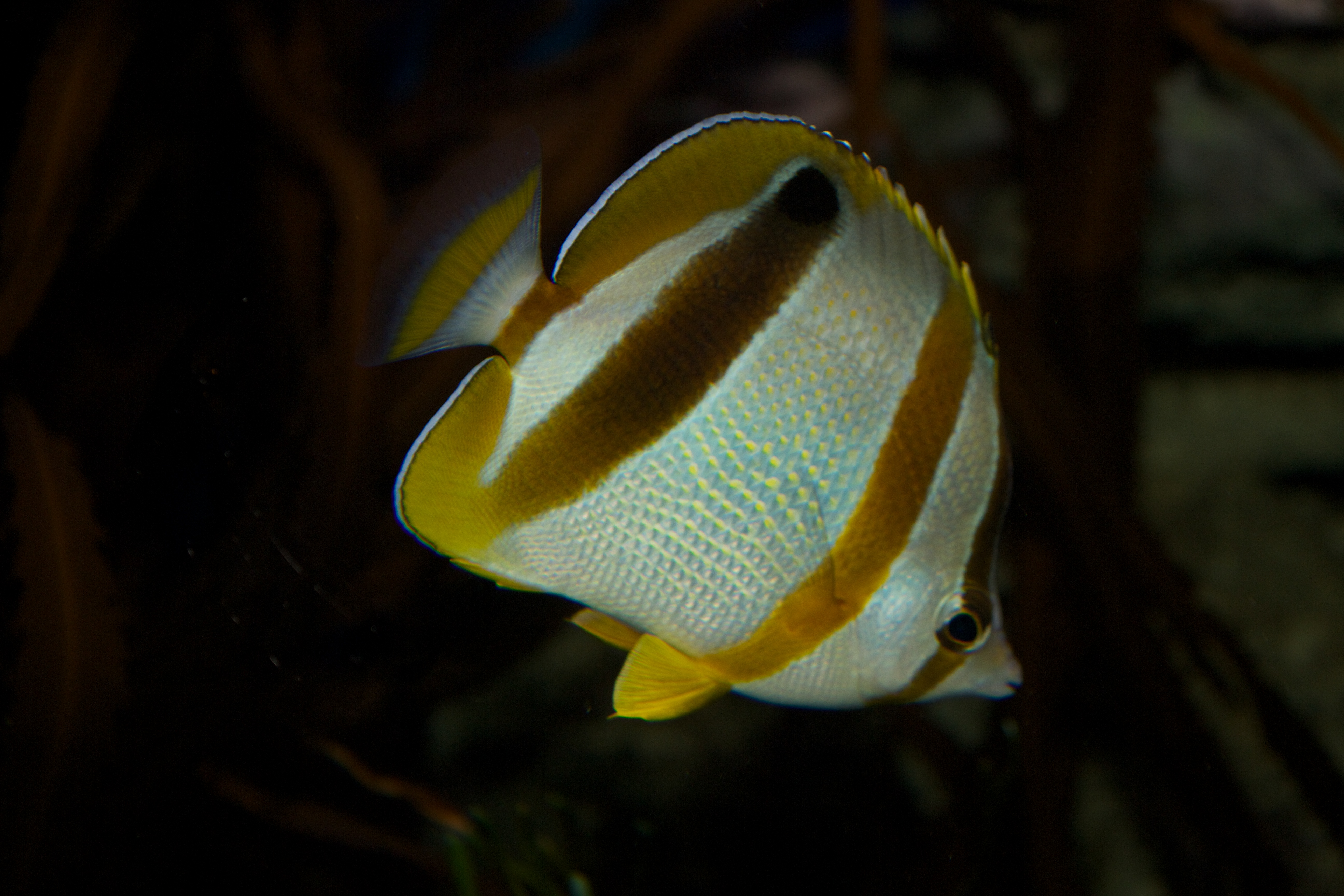
Chaetodon marleyi
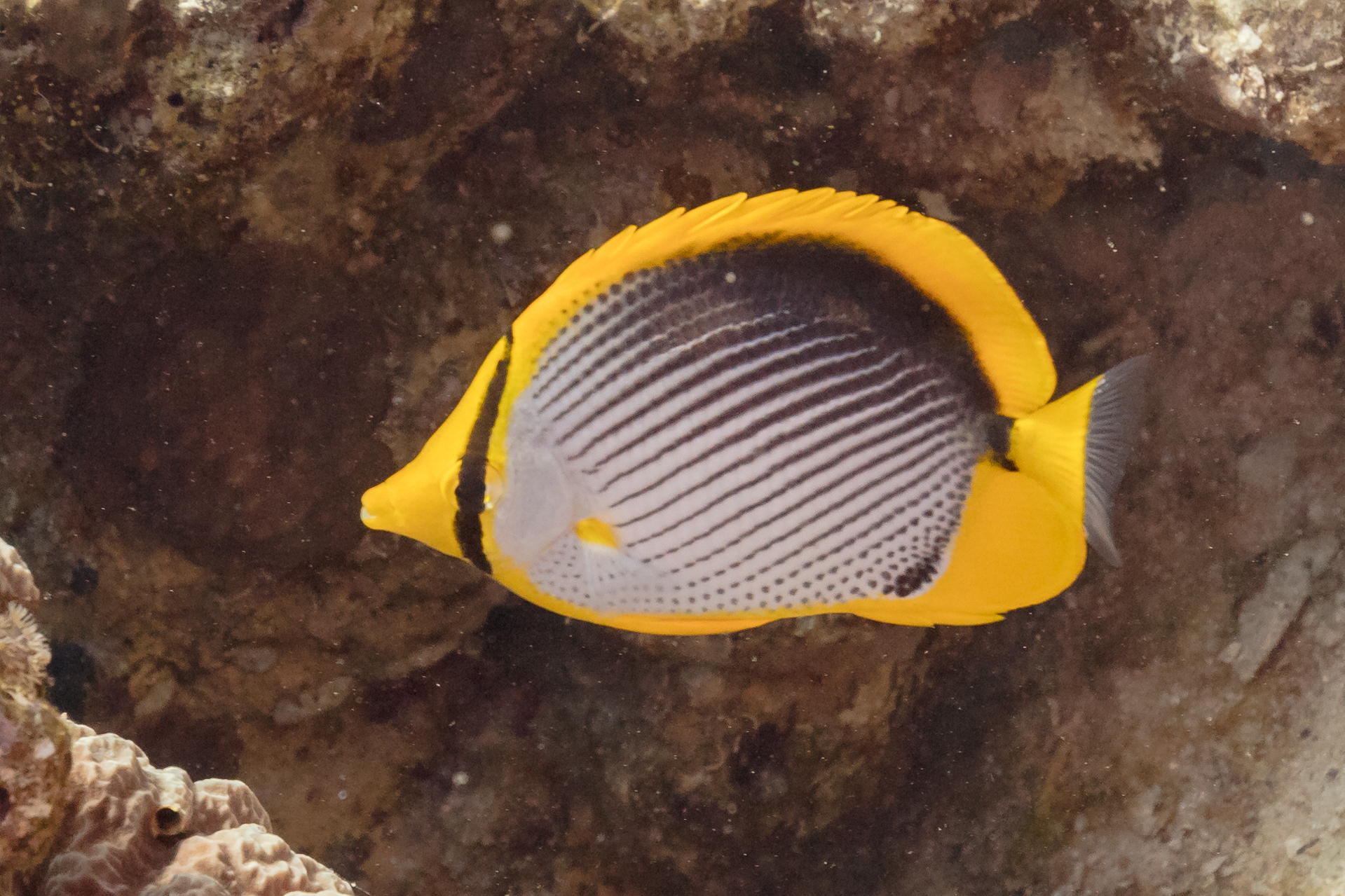
Chaetodon melannotus
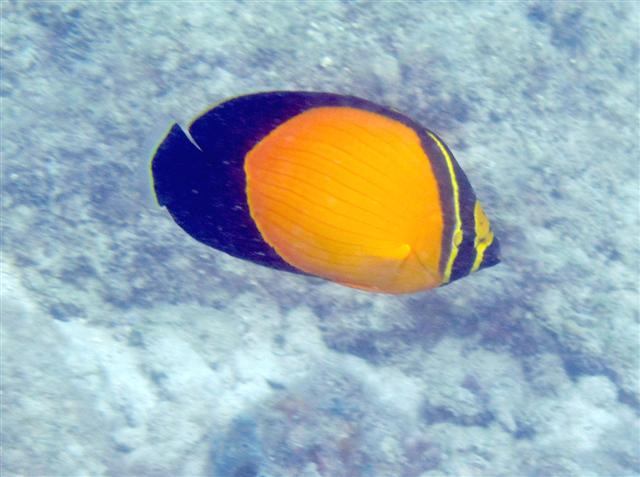
Chaetodon melapterus
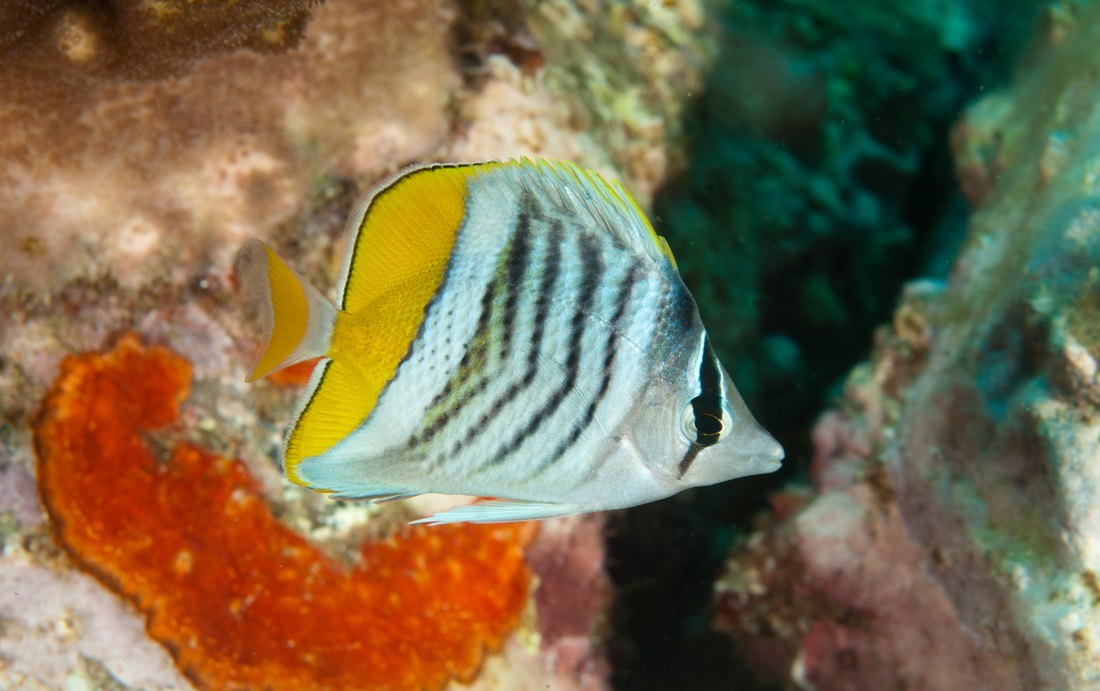
Chaetodon mertensii
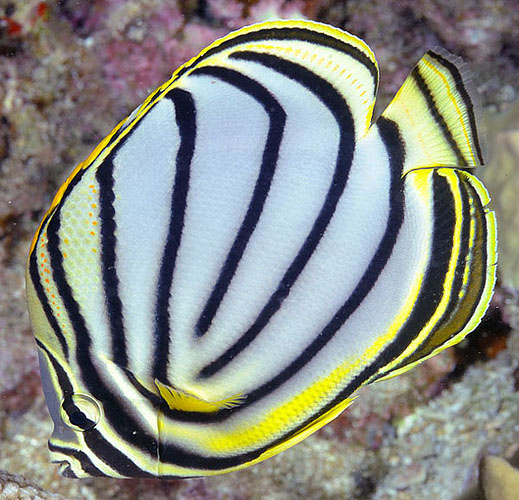
Chaetodon meyeri
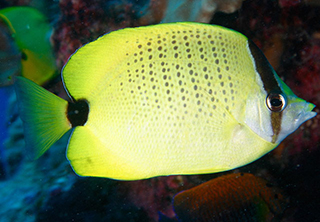
Chaetodon miliaris
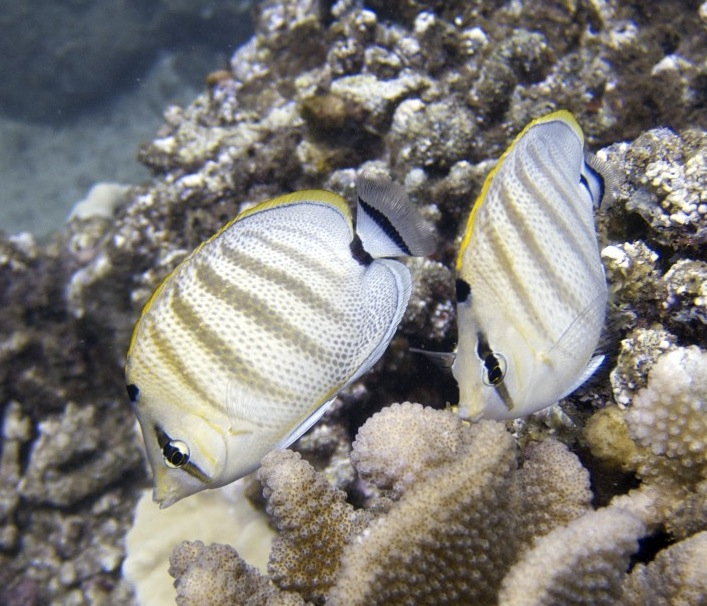
Chaetodon multicinctus
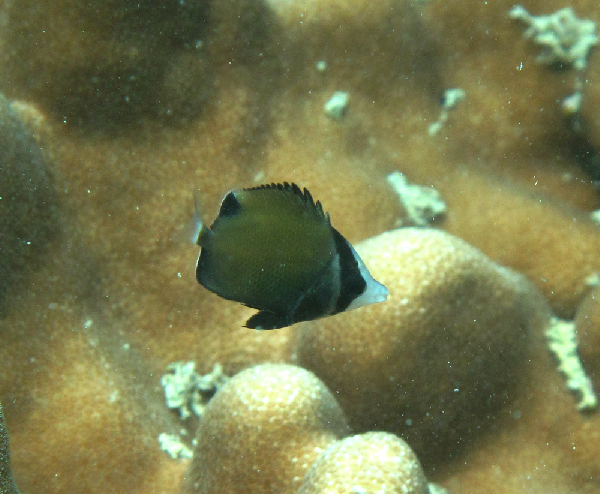
Chaetodon nigropunctatus
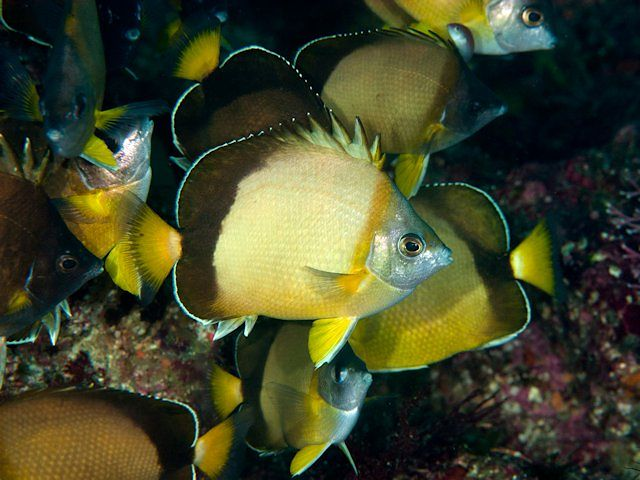
Chaetodon nippon
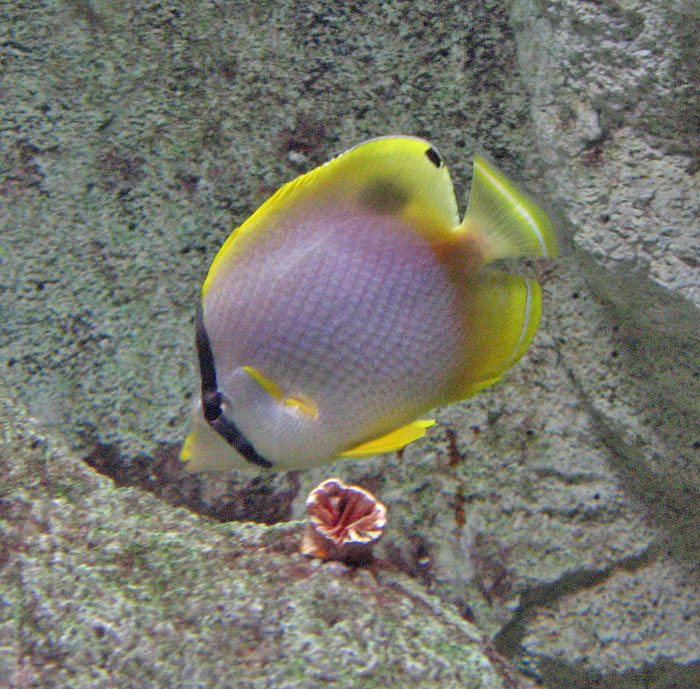
Chaetodon ocellatus
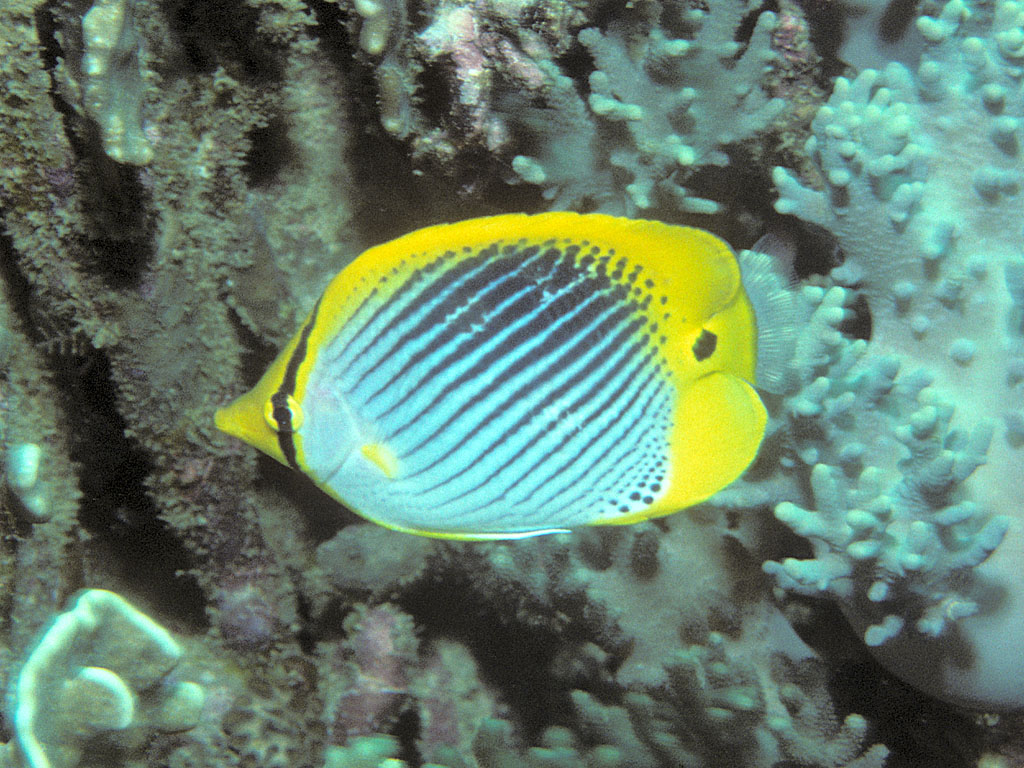
Chaetodon ocellicaudus
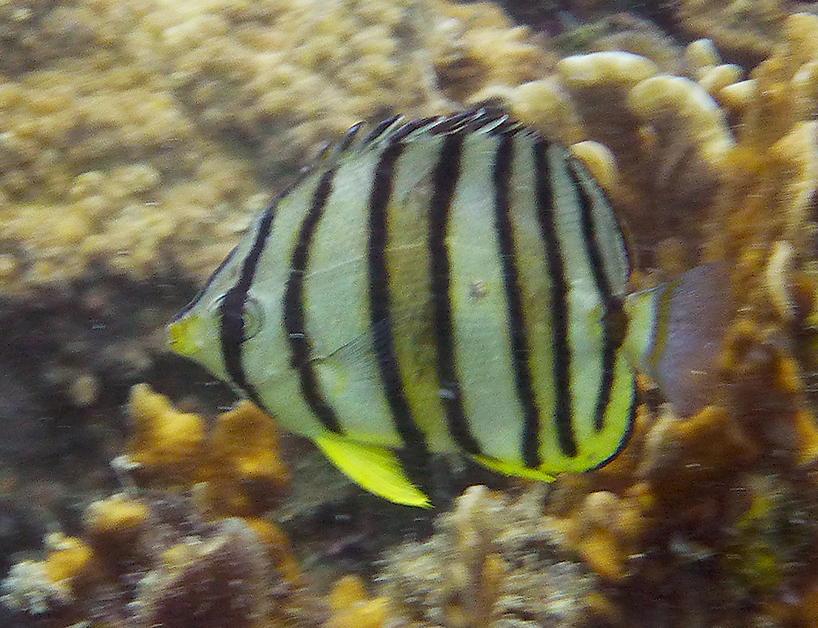
Chaetodon octofasciatus
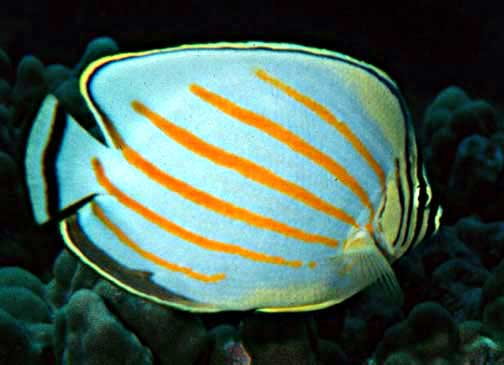
Chaetodon ornatissimus
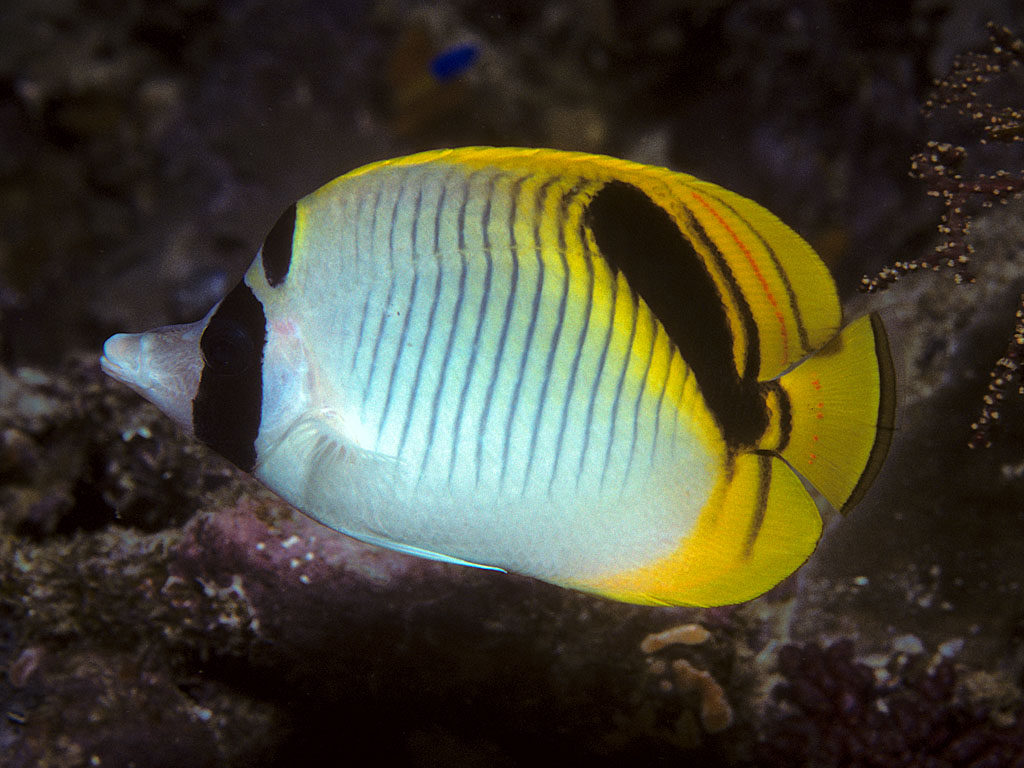
Chaetodon oxycephalus
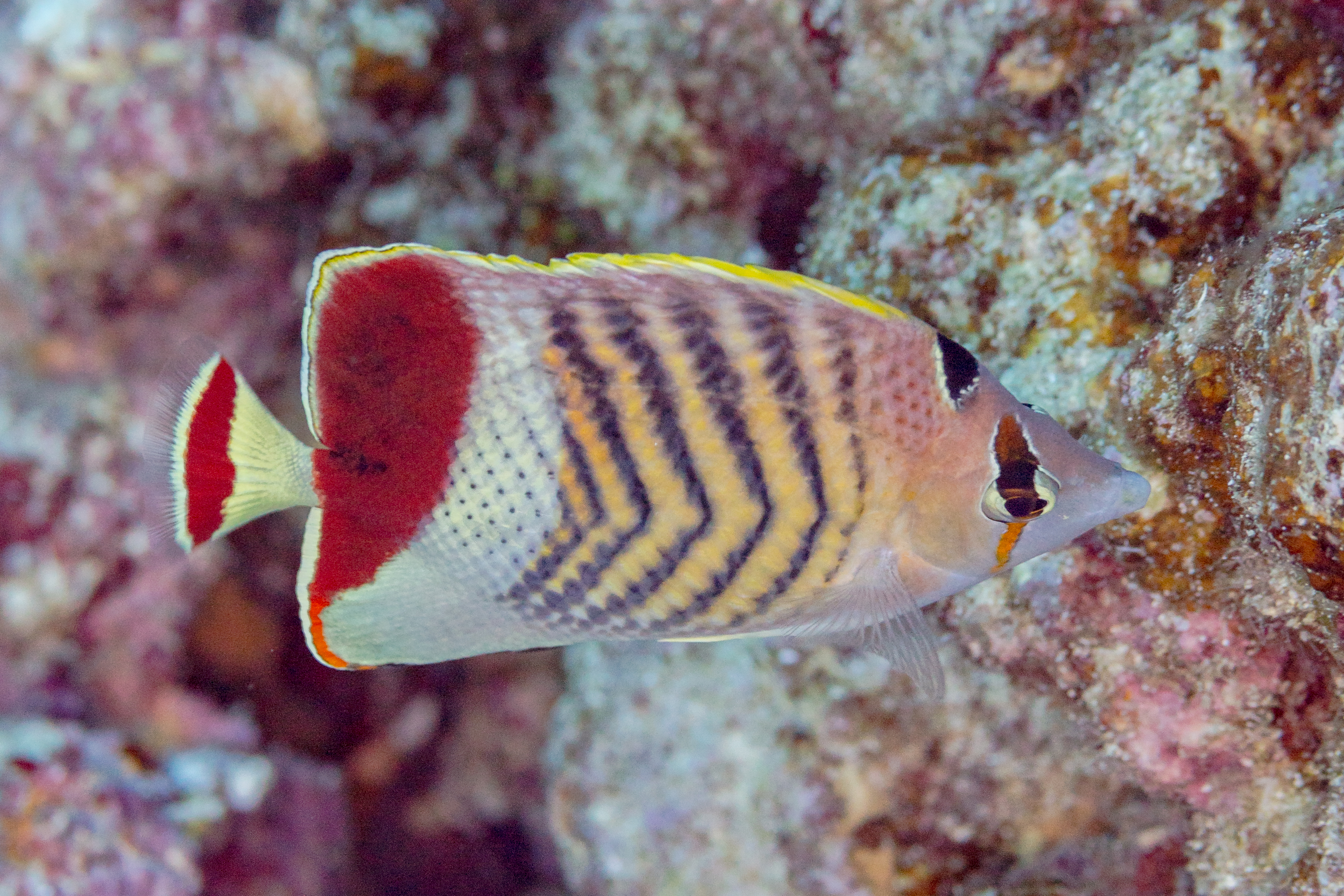
Chaetodon paucifasciatus
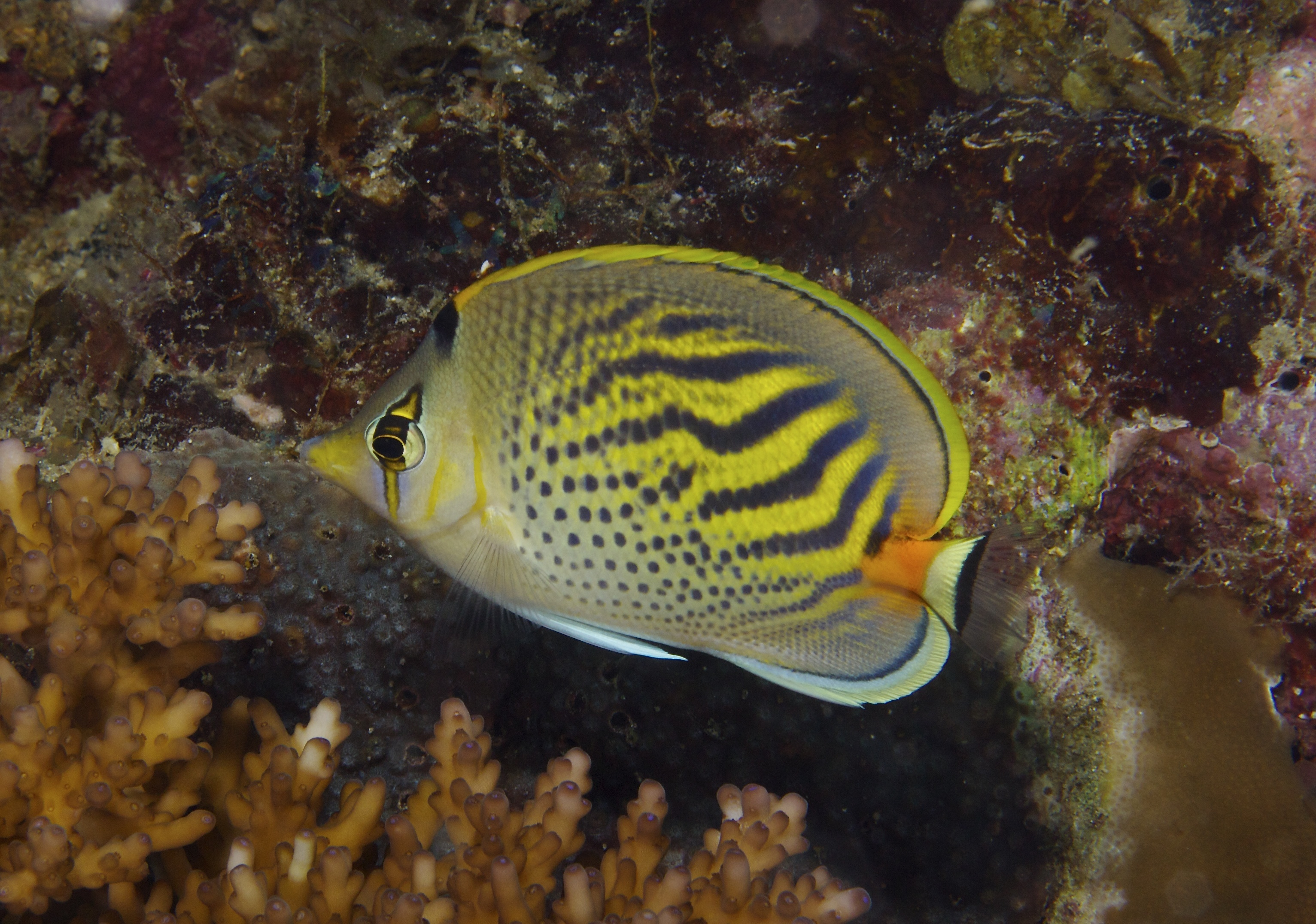
Chaetodon pelewensis
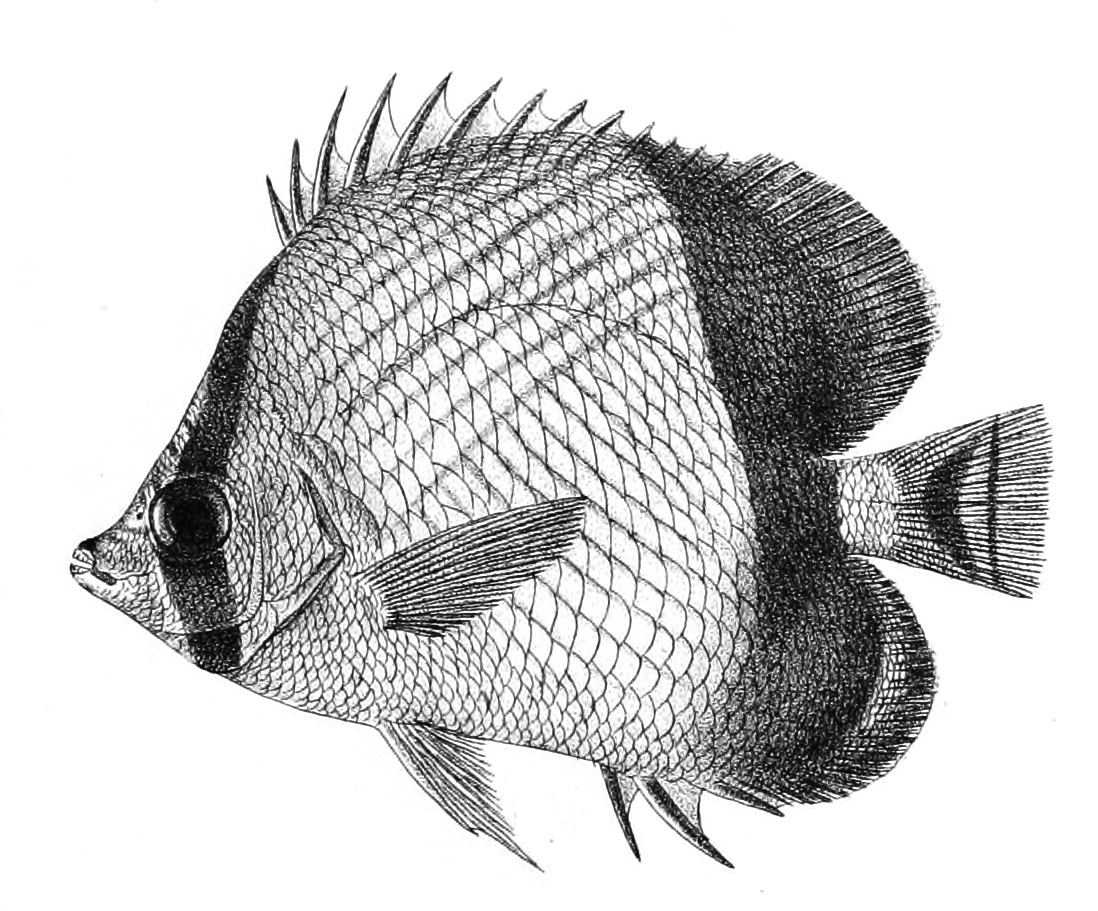
Chaetodon pictus
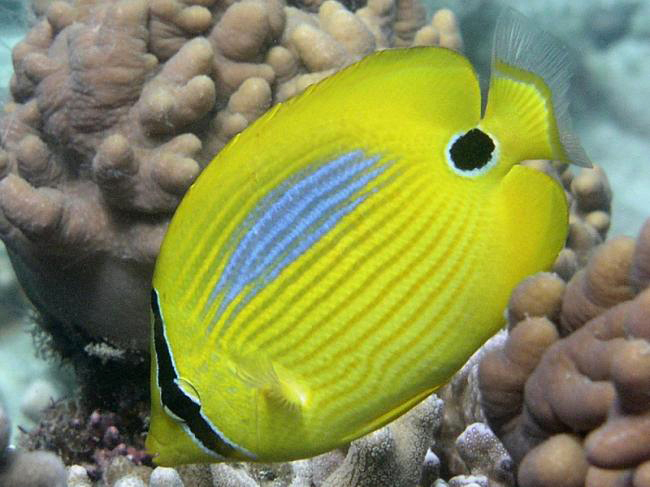
Chaetodon plebeius
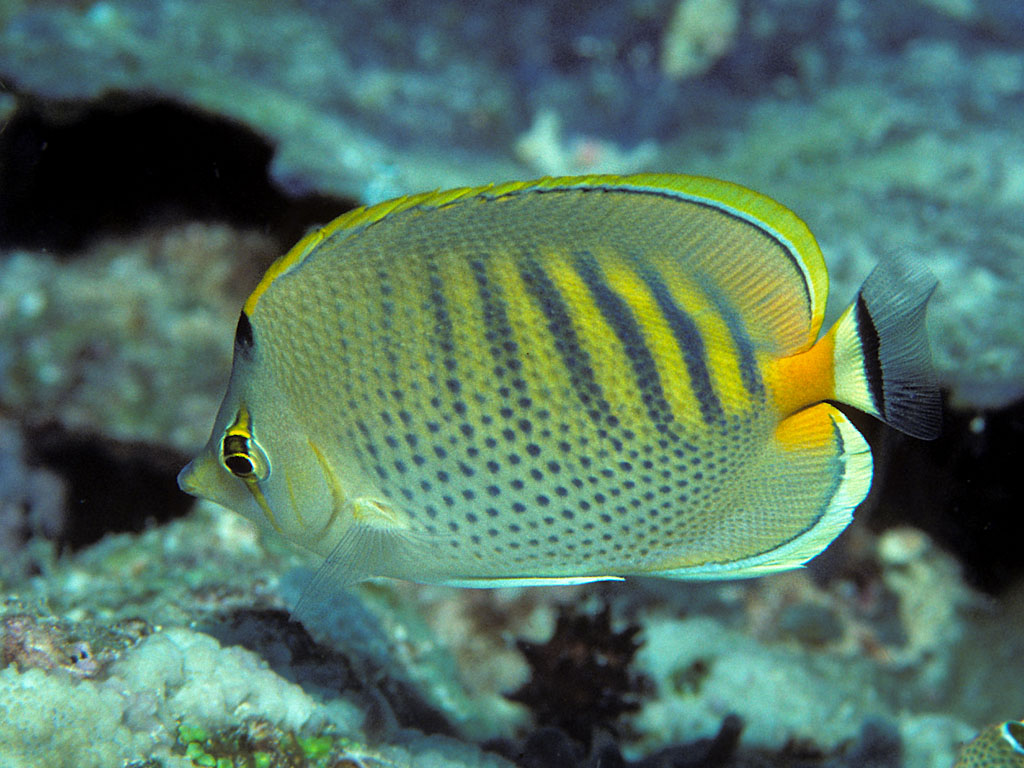
Chaetodon punctatofasciatus
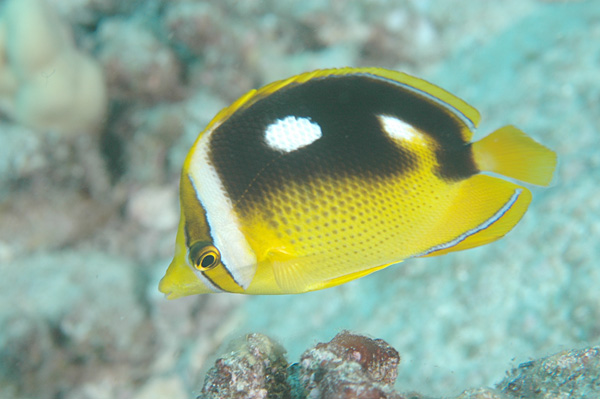
Chaetodon quadrimaculatus
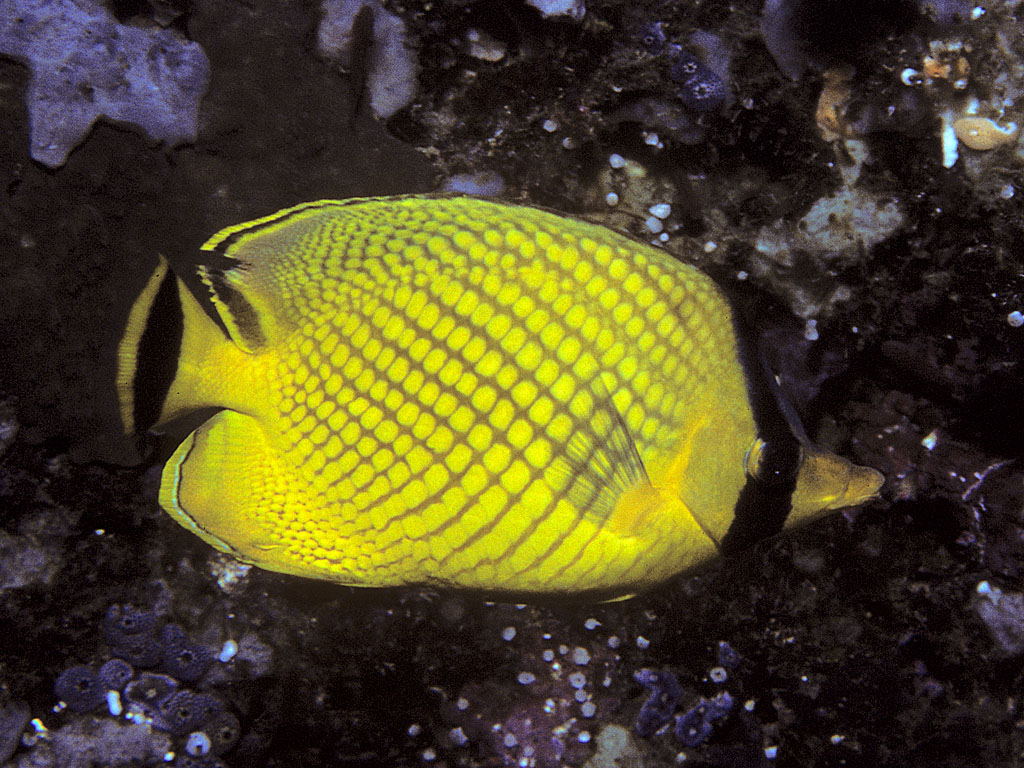
Chaetodon rafflesii
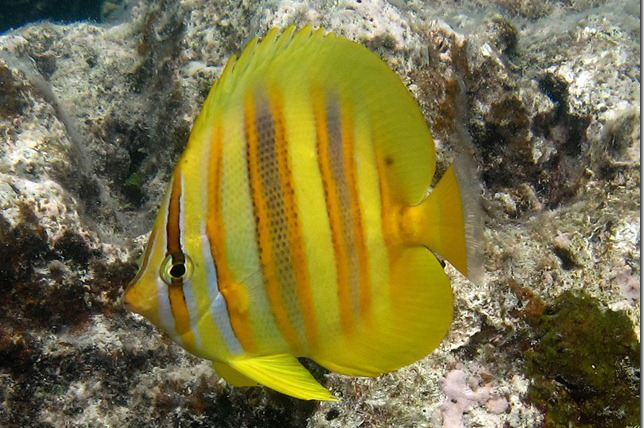
Chaetodon rainfordi
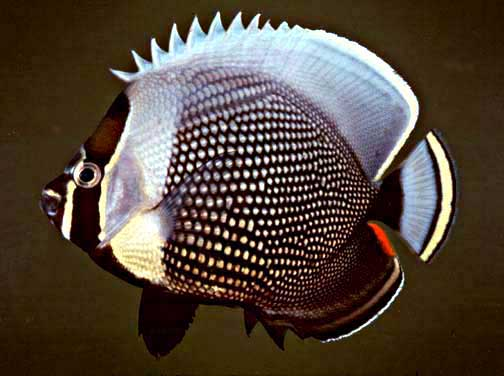
Chaetodon reticulatus
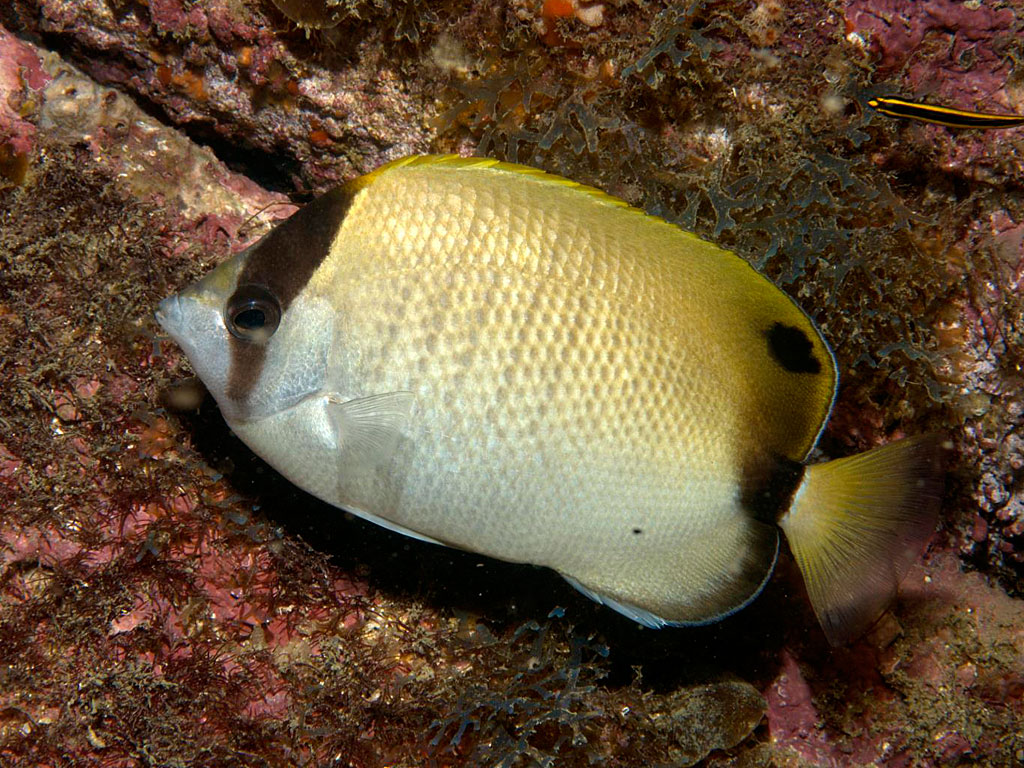
Chaetodon sedentarius
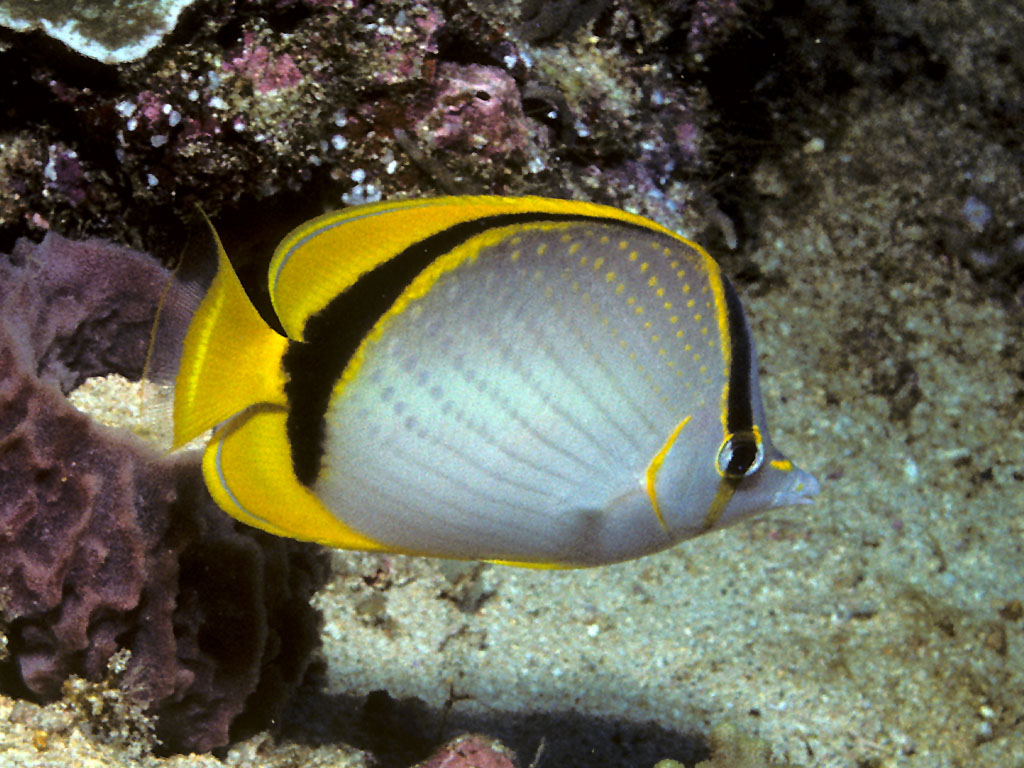
Chaetodon selene
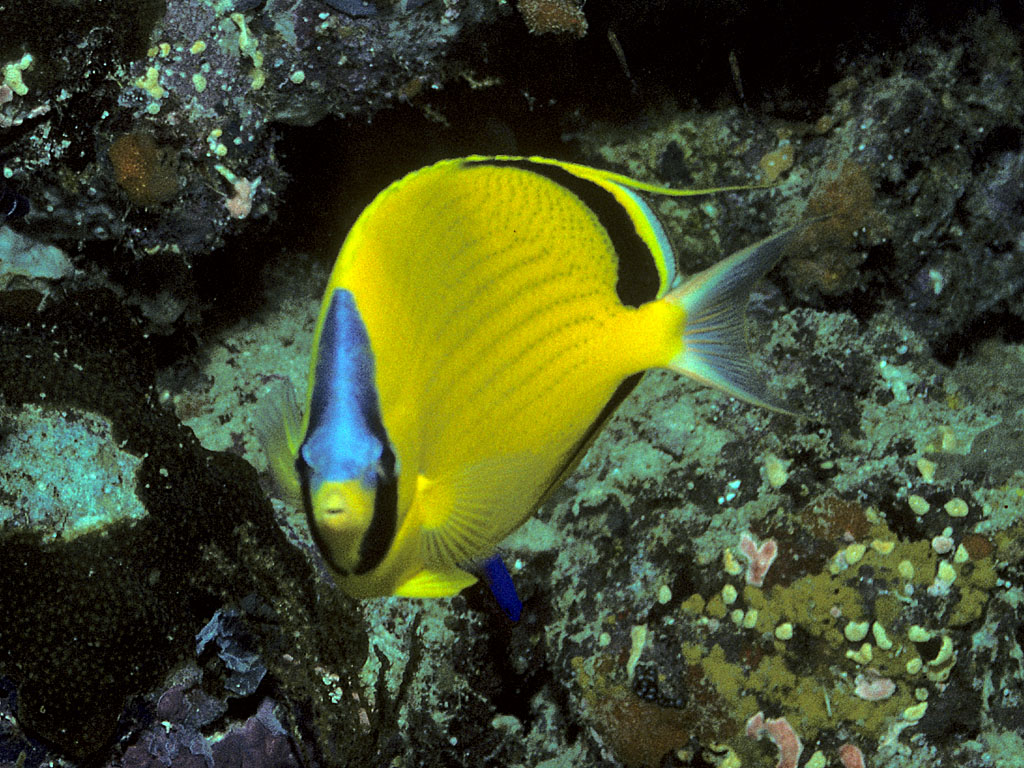
Chaetodon semeion
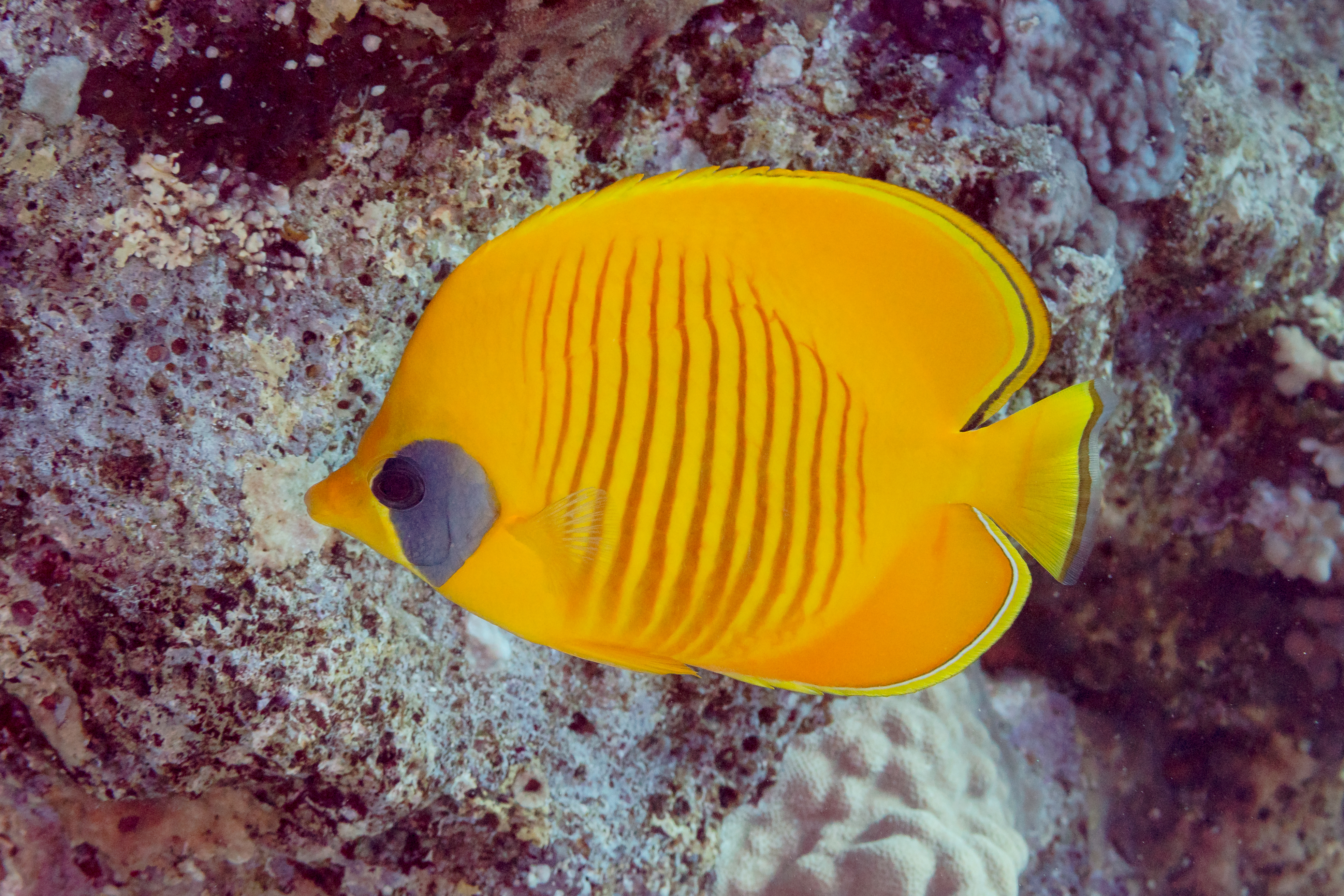
Chaetodon semilarvatus
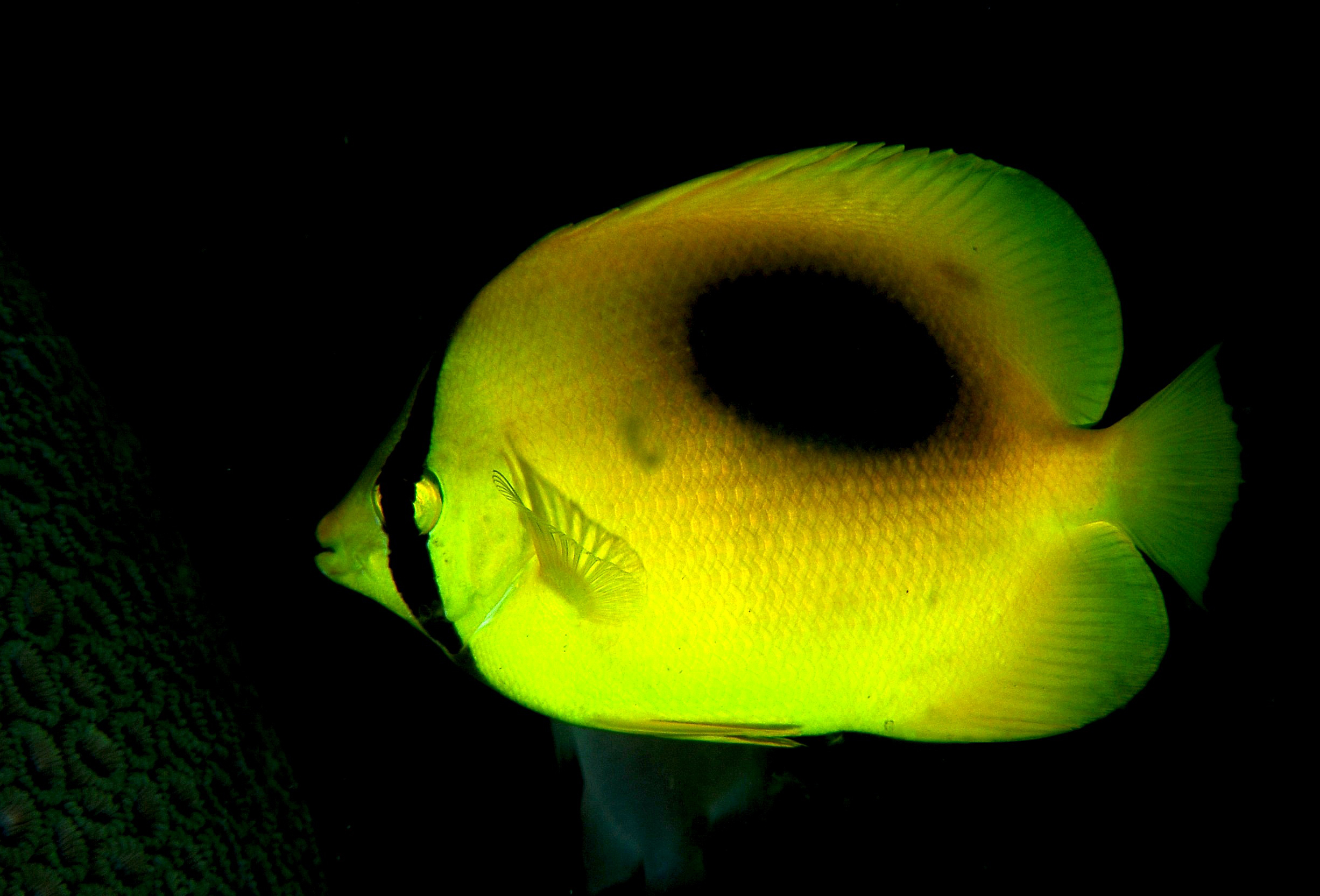
Chaetodon speculum
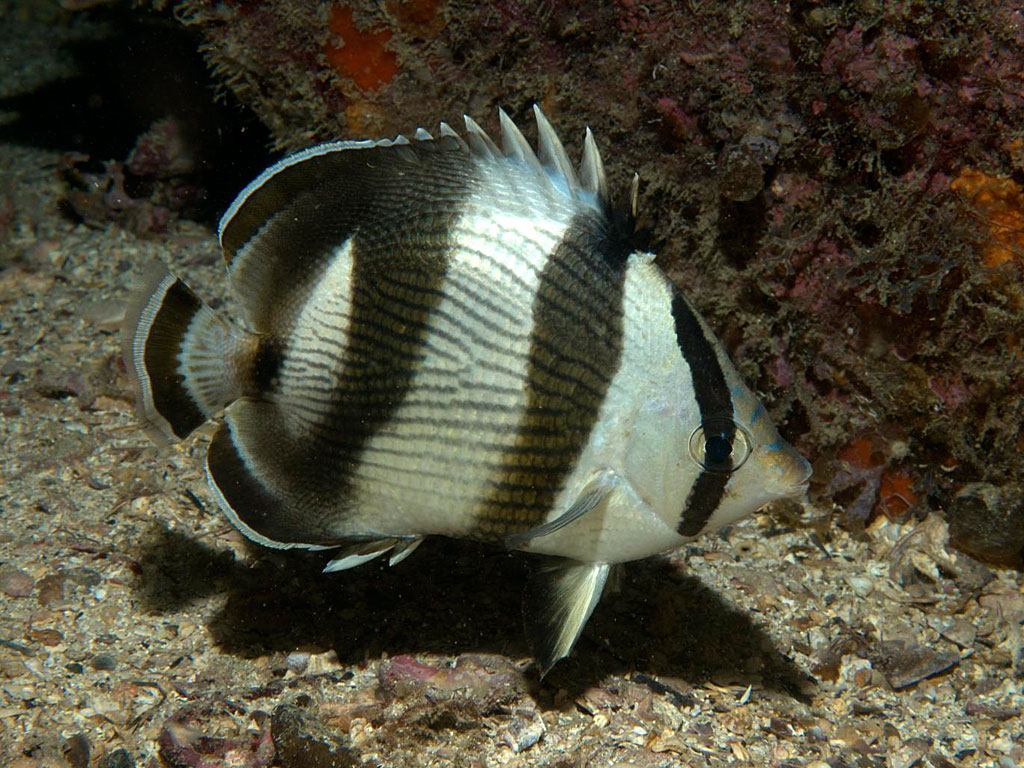
Chaetodon striatus
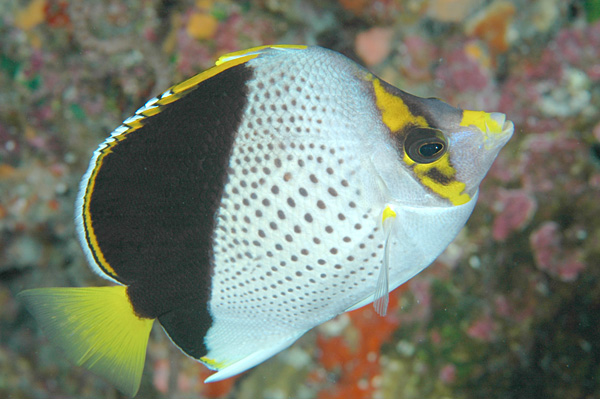
Chaetodon tinkeri
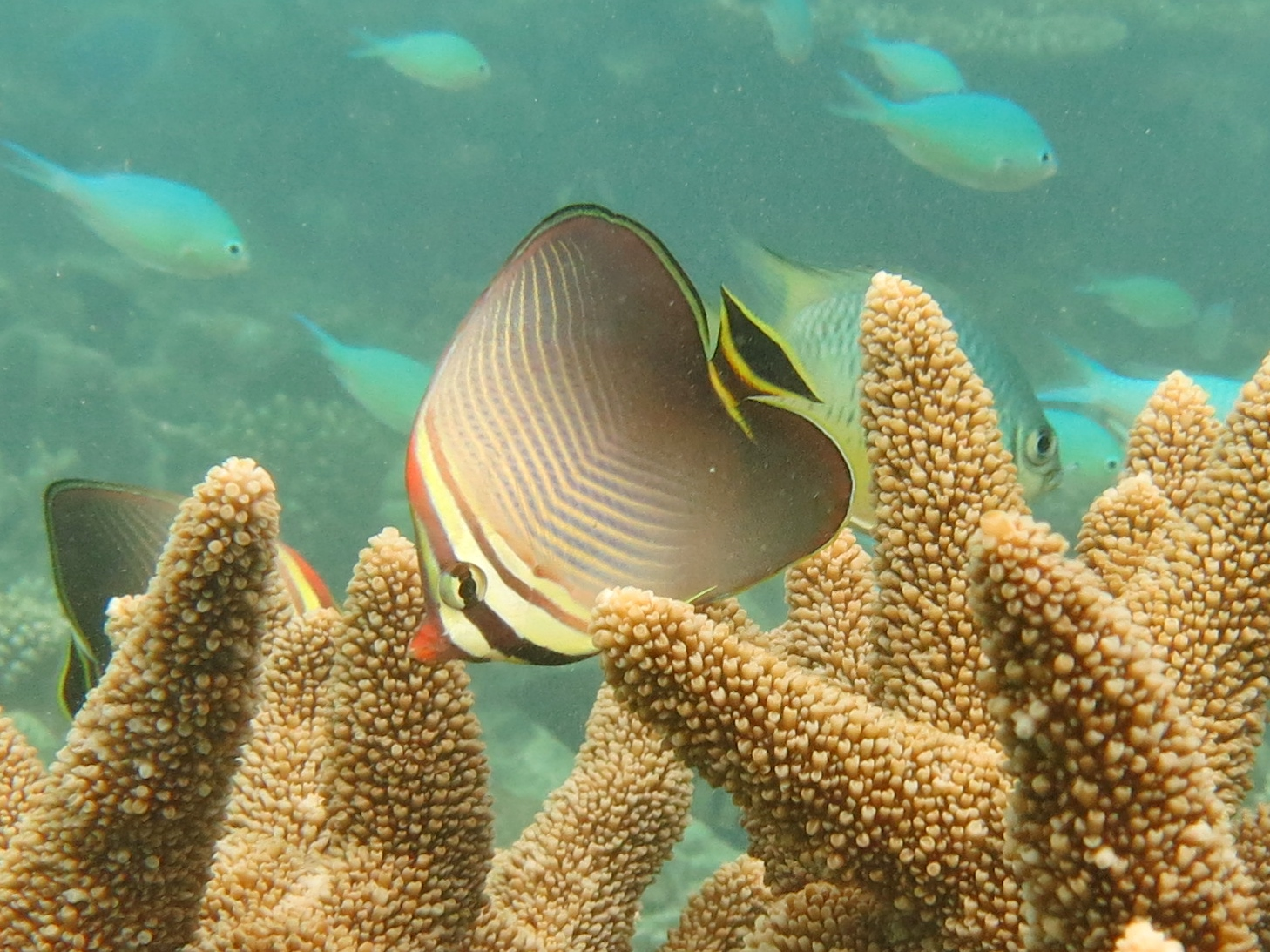
Chaetodon triangulum
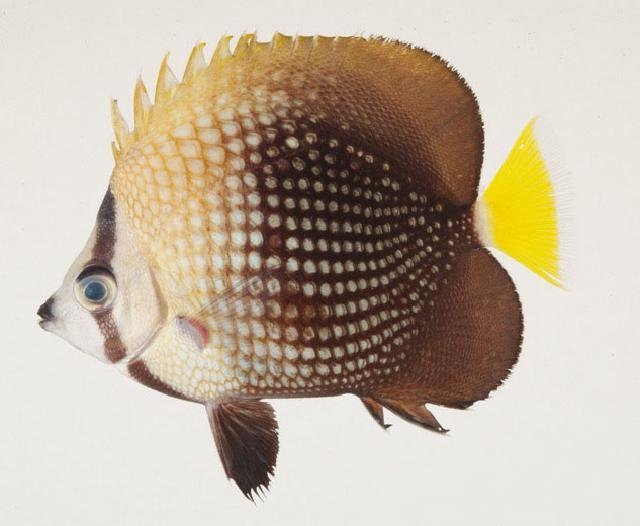
Chaetodon trichrous
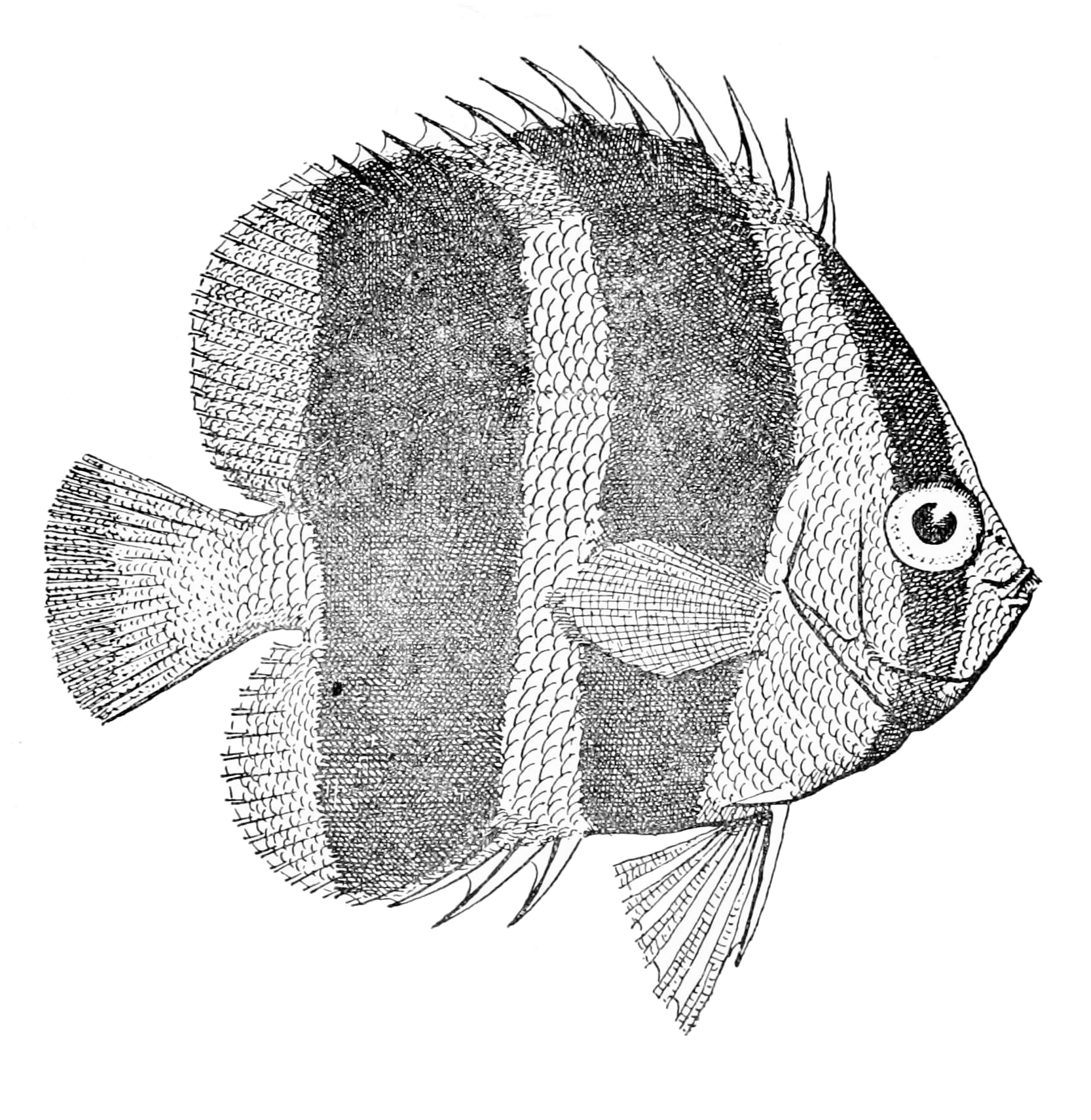
Chaetodon tricinctus
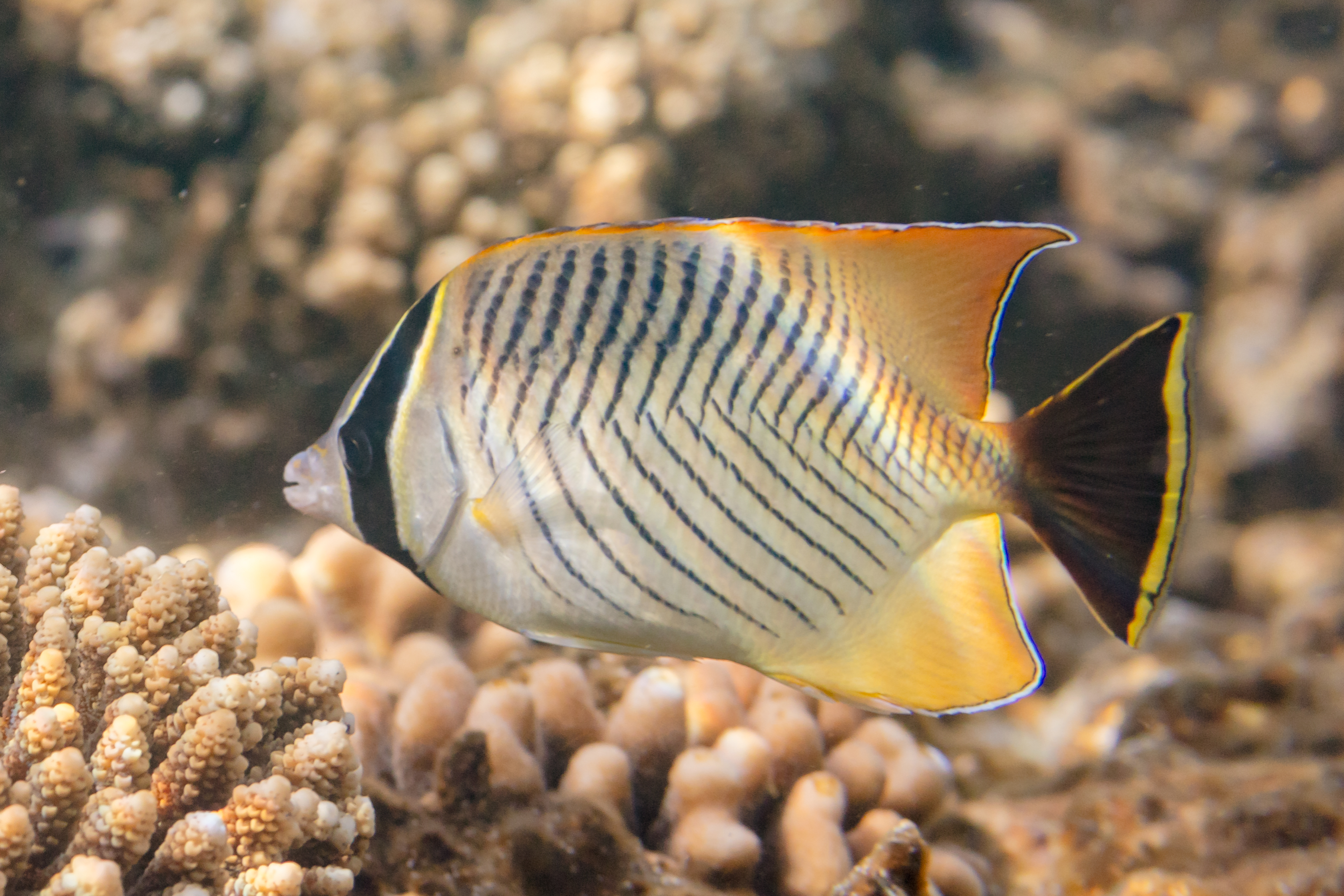
Chaetodon trifasciatus
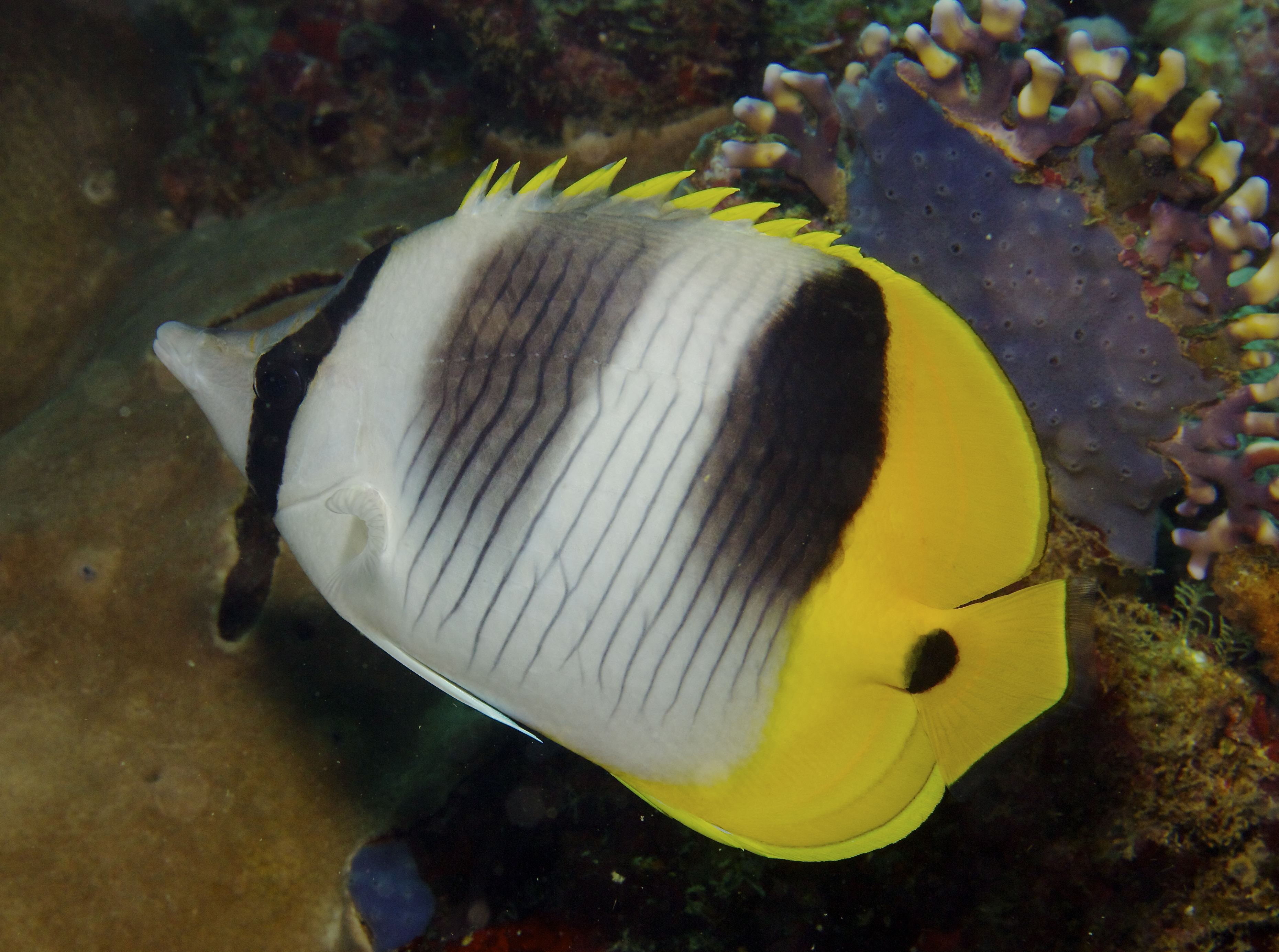
Chaetodon ulietensis
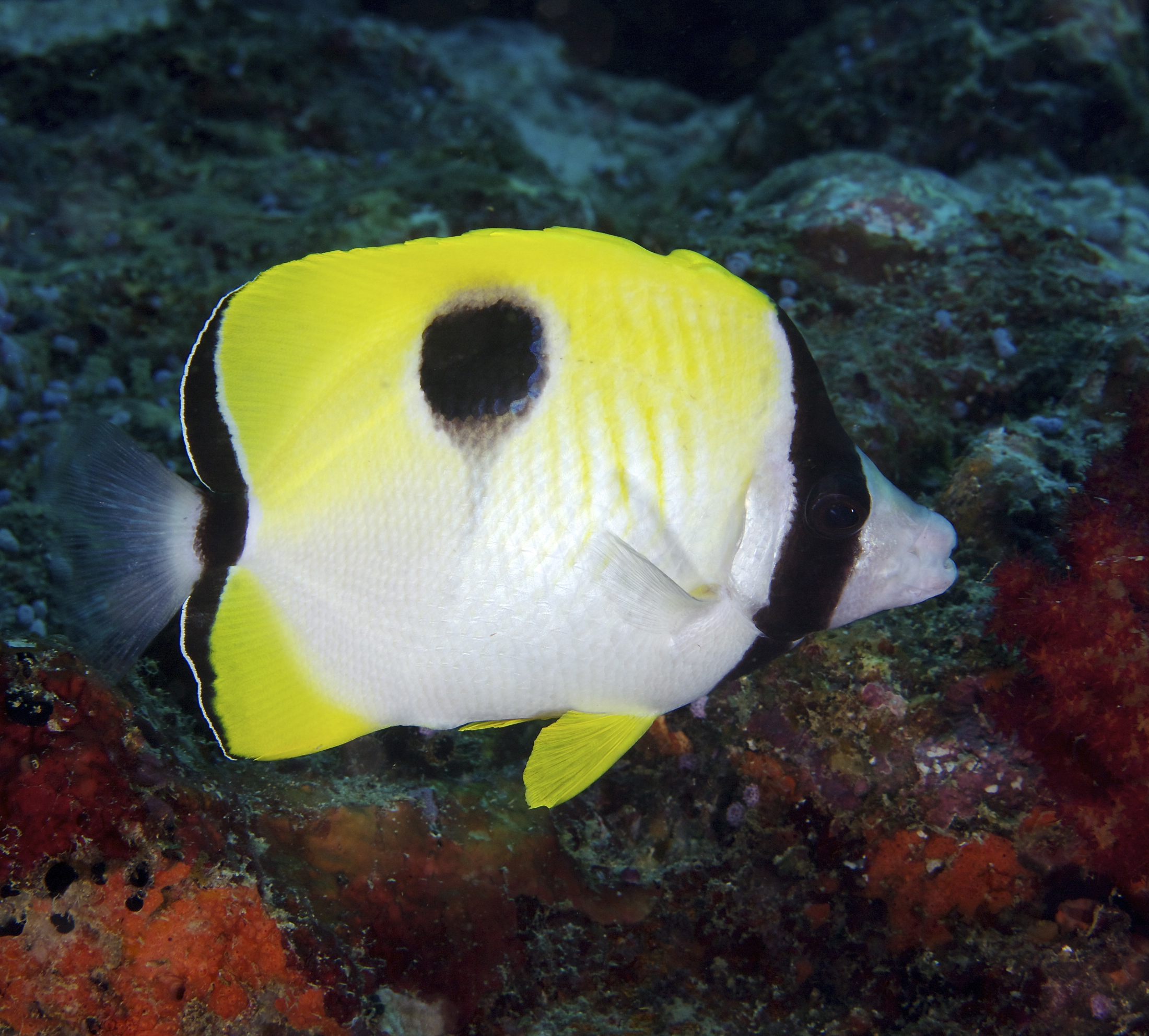
Chaetodon unimaculatus
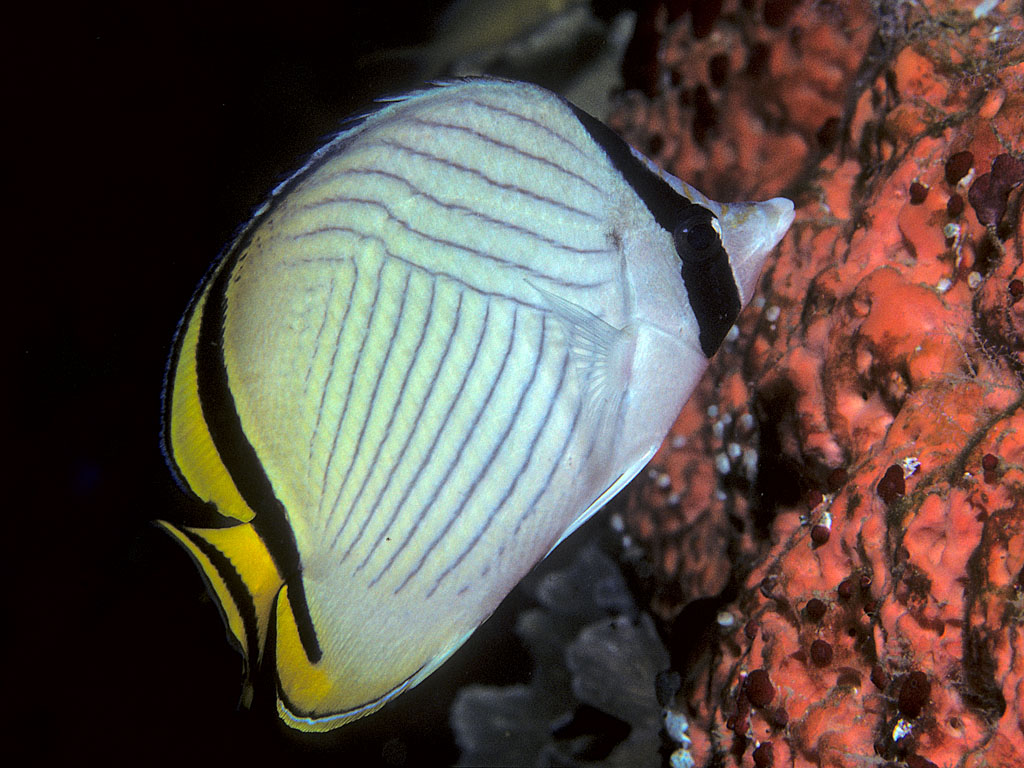
Chaetodon vagabundus
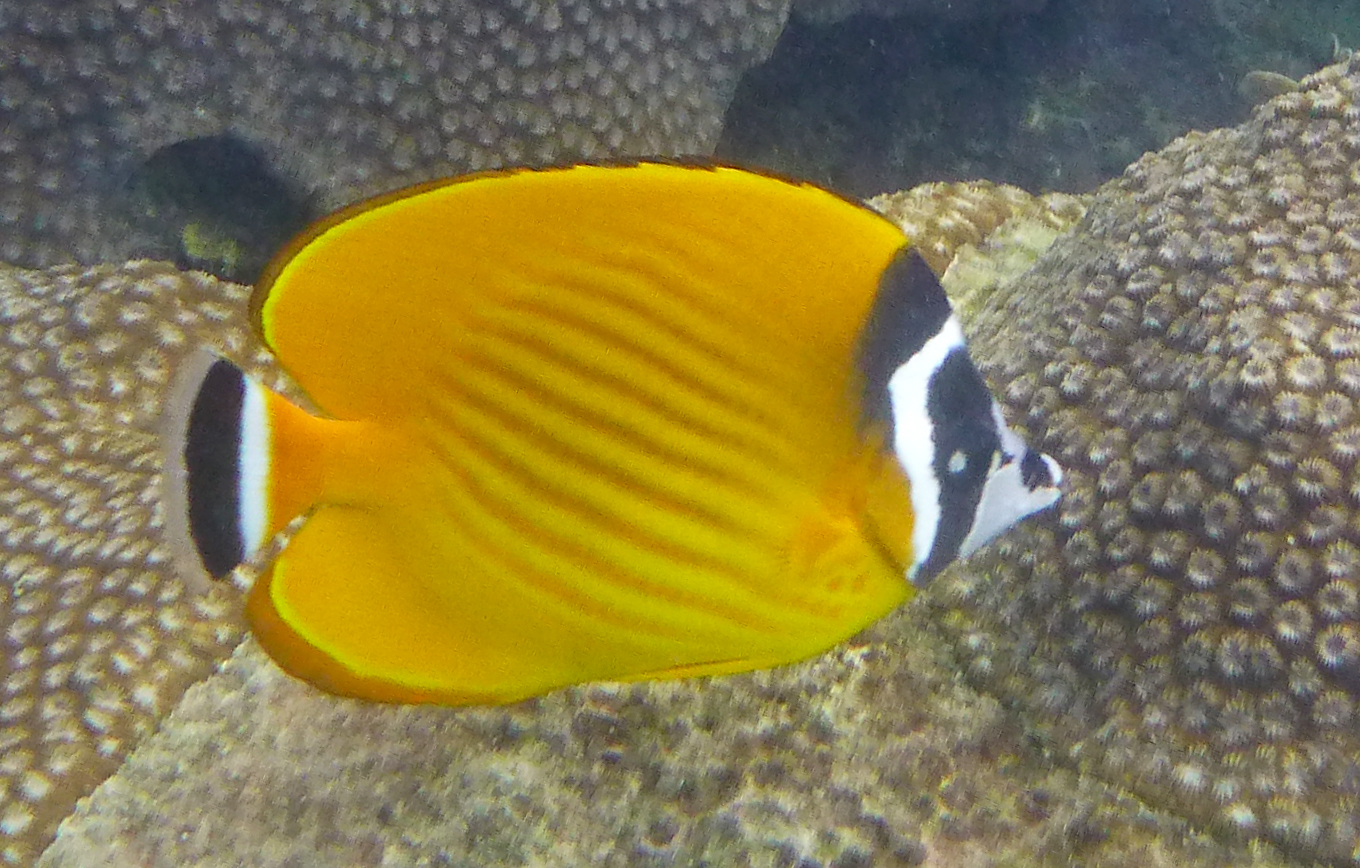
Chaetodon wiebeli
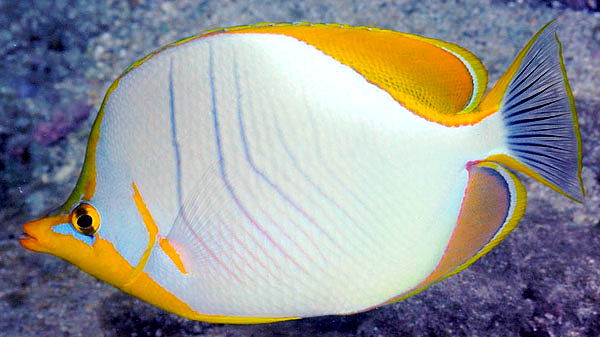
Chaetodon xanthocephalus
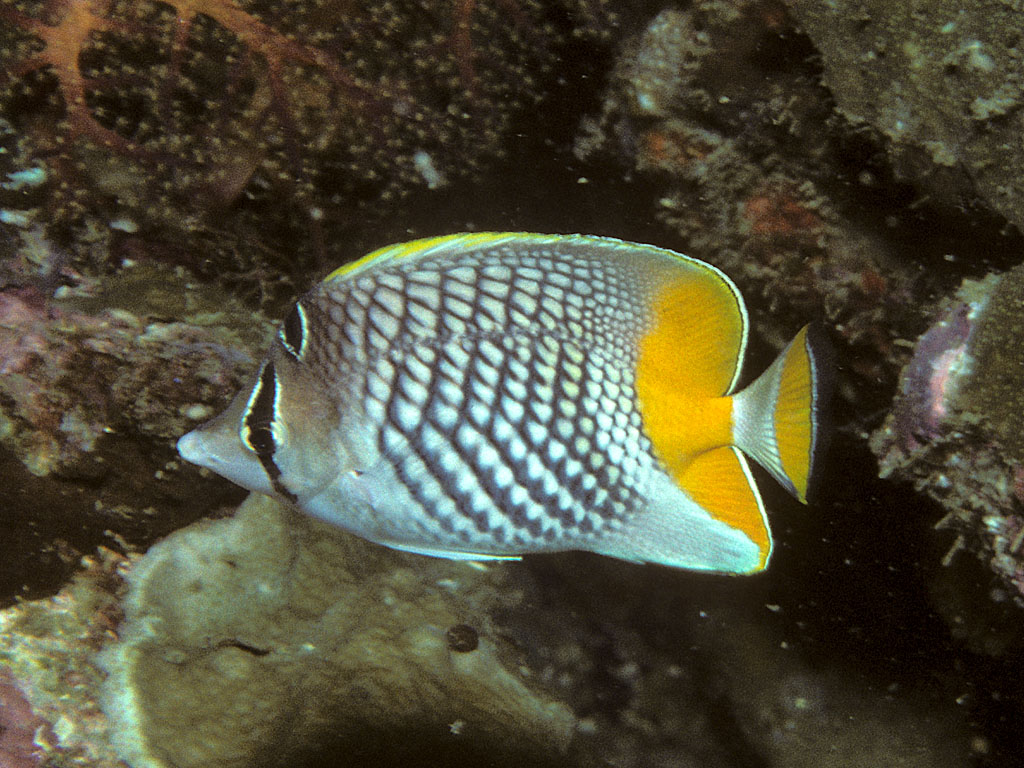
Chaetodon xanthurus
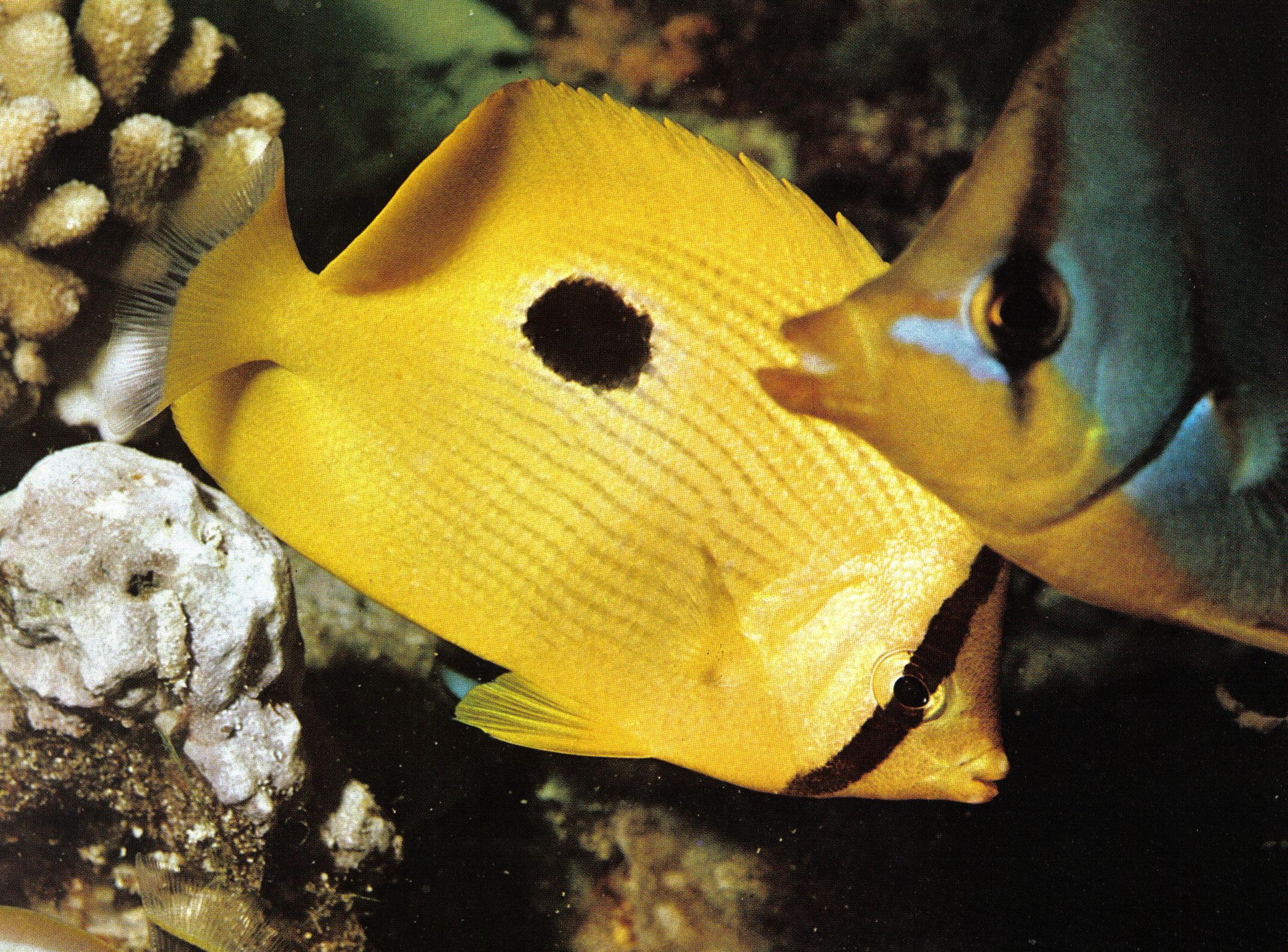
Chaetodon zanzibarensis